# しんや一族
『しんや一族』（しんやいちぞく）は、テレビ北海道でローカル放送されている北海道を舞台にしたバラエティ番組。

## 概要
当初は、かみむらしんや、ふれさわひろみつ、もとき（ラフ→チケット）の3人が北海道の各市町村のご当地グルメや気になるスポットをご紹介しながら最終的には北海道179市町村全てを巡るという壮大なグルメ旅バラエティ番組だったが、現在は様々な企画を行い、食べたり、遊んだり毎週大騒ぎするバラエティ番組となっている。企画及び制作はオフィスセブンであり、放送局のテレビ北海道は制作に関与していない。
すきタマTVの後番組として番組開始当初は同じ月曜日（日曜日深夜）の12:35からの放送だったが、2018年4月2日よりゴッドタンと放送時間を交換し、1:05スタートとなった。

## 出演者

### レギュラー
一族メンバー
- かみむらしんや[注 2]
- ふれさわひろみつ[注 2]
- もとき（ラフ→チケット）
- 川井J竜輔[注 3]（2018年7月30日 - ）
- いさおくん（マジシャン、ダイニングバーmo:tatterarehen 2nd店長、元テンチョウブルー、元ICHIZOTIC4）（2020年4月13日 - ）
- ちぃな（アイドル、札幌で活動するLALA*Fioreのメンバー、元テンチョウピンク、元ICHIZOTIC4）（2020年4月13日 - ）
- トオルちゃん（YouTuber、元テンチョウレッド（元tencho's5リーダー）、元ICHIZOTIC4）（2020年4月13日 - ）※企画によっては制作も担当する

アイドル部
- 2ねん8くみ札幌校
  - なーどぱらだいす
    - 黒瀬のあ（リーダー）
    - 百瀬ももか
    - 虹乃うみ
    - 舞白利羽→舞城りう
    - ゆら→愛月ゆら

  - 2nd
    - 花籠りりぃ
    - るてや
    - 小久保もえ
    - でんき
    - 苺恋みるく

  - 新人キャスト
    - らな
    - 音街かなで
    - 立華春夏
    - 紫咲はな
- 理想の少女 girl of my dream
  - あい（リーダー）
  - こと
  - あずみ
  - ゆのみ

かつては以上のメンバーに加え、北海道179市町村おいしいもの巡りの旅では当時番組スポンサーだったアスクゲートの社長と社員（通常1名、最大3名）、「かみむら」ルーツの旅（現在企画終了）では番組でCMを流しているトミーモータースの社長が登場していた。

### ナレーター
- 鬼塚和恵（2024年2月26日、3月4日、6月17日、24日、7月1日、8日、12月9日、16日）
- 小林美夕（2024年3月11日、18日、25日、4月1日、8日）
- 小山内暖花（2024年4月15日、29日、5月6日、13日）
- 及川夏美（2024年5月20日、27日、6月3日、10日）
- MEI（2024年7月15日、22日、29日）
- 浅野じゅり（2024年8月5日、12日、19日、26日、9月2日、9日）
- 長まりあ（2024年9月16日、23日、30日、10月7日）
- 「あ」（2024年10月14日、21日、28日、11月4日、11日、18日、25日、12月2日）

### 過去の出演者
レギュラー
- NEVER MIND（2019年12月9日 - 2020年3月）
  - 亮哉（リーダー）
  - AZU
  - 大空
  - 斗哉
  - 龍也（2020年3月末をもってNEVER MINDを卒業予定だった）
  - 晃平（2020年2月14日をもってNEVER MINDを卒業）

番組でオープンしているダイニングバーでかみむらやもときが客に飽きられているということで若い子を入れることになり登場。全員が日替わりで働くと同時に一族メンバー入りして北海道179市町村おいしいもの巡りの旅に参加することとなった。しかし、2020年3月末で現体制での活動終了を発表。
- フーミン（テンチョウグリーン、お笑い芸人）（2020年4月13日 - 8月17日）
- ポロミンかかず（お笑い芸人、ICHIZOTIC4、元テンチョウイエロー）

一身上の都合により番組を降板したとかみむらが自身のInstagramのインスタライブ内で発言した。
アイドル部
- 2ねん8くみ札幌校
  - 百田ほの

ナレーター
- 長岡夢（ - 2018年4月9日）
- いとうなお（2018年4月16日 - 2019年3月25日）
- さわだれな（2019年4月8日 - 2020年3月30日）
- 大村まなか（2020年4月6日 - 2021年4月5日）
- なかのりり（2021年4月12日 - 2022年2月6日）
- 一関梨奈（2022年2月14日 - 2023年2月13日）
- 高橋優花（2023年2月20日 - 2023年3月6日、6月5日、8月21日、28日、9月4日、11日、11月13日、20日、27日、12月4日、2024年2月12日、16日）
- 小島茜（2023年3月13日 - 2023年4月3日、6月19日、26日、7月2日、10日、8月14日、9月18日、25日、10月2日、9日、12月11日、18日、25日、2024年1月8日）
- 石田留菜（2023年4月10日 - 2023年5月29日、7月17日、24日、31日、8月7日、10月16日、23日、30日、11月6日、2024年1月15日、29日、2月5日）

エンディングテーマ
SHARE LOCK HOMES（2022年1月17日 - 4月4日）

## 企画
ここでは複数回放送された企画を紹介する。

### 現在行われている企画
北海道179市町村おいしいもの巡りの旅
番組開始当初は特に企画名はなかったが、2017年5月8日の当別町編から現在の名称がつけられた。
基本、その市町村のおいしいものを食べたり観光スポットに行き楽しむ企画で、お支払いが発生した場合「一族カード」を引き支払う人を決定する（一族カードについては後述で説明）。
番組の企画がこの旅のみだった2017年は、基本的に1つの市町村を2週で放送、場所によっては2つの町をまとめて紹介する形となることもあり、その場合は1つの町1週で2週で2つの町を回る形。場合によっては、1週のみの放送や、3週かけて放送されることもあったが、放送する企画が増えた2018年以降は1週の放送が多くなり、現在は1日で複数の市町村を回り、基本1市町村1週（場合によっては2市町村で3週放送もある。）の放送となっている。なお、札幌市は面積が大きいので各区ごとに回る。
ちょっと気になる○○巡り→（ちょっと）気になるお店特集
メンバー自身がちょっと気になっていたお店を巡る企画。
新店舗特集
札幌市内で新たに開店したお店を巡る企画。
e-Sports部おねだり企画（対決）→出張おねだりゲーム対決
e-Sports部の派生企画としてスタート。もときの私物のメガドライブ ミニ・Nintendo Switchを使い企業と勝負をして一族チームが勝利すればお願いを聞いてもらったり、視聴者へのプレゼントがもらえる。
しんや一族 アイドル部
かみむら・ふれさわ・いさおくんの3人で札幌を拠点とするアイドル「2ねん8くみ札幌校」と「理想の少女 girl of my dream」の2組を応援する企画。不定期でトオルちゃんも出演する。2024年4月より月の第3週目（場合によっては月の第4週目）に放送する。
しんや一族 すすきの応援部
新型コロナウィルスの感染拡大が落ち着き、催事、繁華街の賑わい、観光などコロナ前の日常に戻っては来ているものの、まだまだすすきのの賑わいはコロナ前と比べると戻ってないということから、活気のあるすすきのを取り戻すべく奮闘しようという企画。この企画内ですすきののスナック・クラブの歌姫を決めるカラオケ大会を実施予定となっている。当初はかみむら・ふれさわ・もときの3人だったが、現在はかみむらとふれさわの2人でロケを行っている。2024年4月より月の第4週目（場合によっては月の第1週目）に放送する。
しんや一族BAR出店企画
かみむらが北海道179市町村おいしいもの巡りの旅で食べているおいしいものを出演者だけが食べていいのか？視聴者にも食べてもらいたいということですすきのに番組でお店を出すという企画。お店の場所選びから開店までを全て出演者が様々な人の力を借りて行う。
- 第1期

2019年11月に1年間の期間限定としてオープン。店名は「ダイニングバーmo:tatterarehen」（名前は朝は打ち合わせ・会議、日中は番組のロケ・ライブ、それが終わってからお店ということで「もぉ、立ってられへん」というかみむらの気持ちから）。お店は当時スポンサーだったLCグループの貸ビルで開店。
お店は基本的にふれさわ以外の出演者が交代で働いていたが、客が店員がおっさんばかりで飽きている、人員不足という理由から12月に北海道で活動しているボーイズユニット「NEVER MIND」を日替りで働いてもらい一族メンバー入りしたが、NEVER MINDが2020年3月で活動中止となったため、今度は店長候補を募集。書類審査を経てかみむらの目に止まった5名を面接した結果、全員合格、2020年4月13日放送でユニット「tencho's5」を結成し一族メンバー入りして売りだそうとしたが、すぐに新型コロナウイルス感染症による緊急事態宣言が発令されお店も一時休業、さらにメンバー1名が本業が忙しくなりお店に出れないことが多くなったので8月24日放送でtencho's5を解散、メンバー5人の内本業が忙しい1人は脱退し、残りの4人で新たなユニット「ICHIZOTIC4」を結成して2021年から本格的に番組企画に出演していたが、さらに1名が一身上の都合により脱退。2022年9月以降は残りの3人が一族メンバーとして活動いているが、ユニット「ICHIZOTIC4」の名前は番組の紹介テロップからもなくなっており、自然消滅したと思われる。
前述のとおりお店は1年間の期間限定の予定だったが、新型コロナウイルスの影響で視聴者があまり来られていないこと、ユニット「ICHIZOTIC4」が同様の理由で売り出せていないことを理由に2020年に1年間の営業延長を発表、さらに2021年も1年延長、その後、かみむらが自身のラジオ番組内で2022年をもって閉店すると発表するも、2023年に入っても営業を続けていたが、2023年7月24日の放送でもときから11月をもって営業を終了すると発表し、11月11日に閉店した。
- 第2期

2024年10月20日にオープン。店名は「ダイニングバーmo:tatterarehen 2nd」（2ndはちぃなの提案。）、店長はいさおくん。お店はスポンサーのホームエージェント所有の貸ビルで開店。お店は前回同様基本的にふれさわ以外の出演者が交代で勤務している。

### 過去に行われた企画
ここでは複数回行われた企画を記載する。
パチンコ・スロット企画
当時番組内でCMを放送していたがちゃぽんの各店舗で様々な企画を行った。
- スロット大当たりDE視聴者プレゼント

もときが制限時間30分の間にスロットを打って大当たりを出し、大当たりした回数分視聴者プレゼントが出る企画。視聴者プレゼントは番組ステッカー。
- ガチ打ち企画

番組のお金ではなく出演者が自腹でパチンコ・スロットを打つ企画。
- パチンコ・スロット大当たり対決

一族メンバーと告知をしたい人・企業がパチンコまたはスロットで戦い大当たりを多く出した方の勝ち。一族メンバーが勝てば対戦相手から視聴者プレゼントが貰え、告知をしたい人・企業側が勝てば宣伝ができる。
- パパ企画

パチンコ・スロットで対決をして、負けた人が食事代を全額支払う企画。
なお、パチンコ絡み企画の一部は、この番組を制作しているオフィスセブン制作で、2017年12月までHTBで放送していたパチンコ番組『プリパチ』で行われた企画を行うこともあり、テロップ及び効果音も同じものを使用していた時期があった。
「かみむら」ルーツの旅
番組の出演者であるかみむらしんや、番組内でCMを流しているトミーモータースの社長上村さん。2人に共通する苗字「上村」の先祖を辿れば出所は同じなのではないかというのを調べる企画。
この企画ではかみむらとふれさわが出演し、もときは出演しない。2018年2月12日放送分より企画スタート。4月30日放送分で終了。
企画内では上村社長のルーツを追い、その過程で栃木県足利市まで足を運んだ。しかし、ルーツ到達までは行かず一度企画は完結となった。しかし、最後に出てきた栃木県佐野市（栃木県内で上村姓が一番多い場所）と新潟県上越市（一番古かった上村家のご先祖のお嫁さんの住んでいた地域）の上村さんに手紙を出し、有力な情報が手に入った場合シーズン2を開始する予定となっている。
かみむらしんやインスタグラムにチャレンジ KAMISUTA映え企画
SNS初心者のかみむらしんやが、Instagramを始めて、インスタ映え（番組内ではカミスタ映え）する写真を乗せ「いいね」をもらって、初心に帰って有名になり、かみむらの夢をかなえようという企画。
この企画ではかみむらともときが出演していて、ふれさわは出演しなかったが、2018年12月19日・24日の放送でようやく出演を果たした。またこの企画のみ普段のスタッフとは別に2人のスタッフが存在する（番組内では影のスタッフのサトP・カジDと紹介され、エンディングのスタッフロールでも紹介されない）。この企画の指示はこの2人の影のスタッフの指示から出される。また企画のルールや後述の達成する目標及びご褒美も影のスタッフにより作られた。2018年1月22日放送分より企画スタート。
3月19日放送分で北海道の女性ローカルアイドルグループフルーティーが出演して以降、通常番組のエンディングでは次回予告が流れるが、KAMISUTA映え企画では予告は流さず、フルーティーの楽曲が流れるようになった。
12月31日の投稿でこの投稿をもって企画終了が発表されて、2月4日の北海道179市町村おいしいもの巡りの旅札幌市西区発寒編にて正式にかみむらの口から企画が終了したことが発表された。なお企画終了後もかみむらはインスタを継続している。
「いいね」の数によってかみむらの夢が叶えられる。企画開始当初は1万いいねで海外ゴルフ旅行、100万いいねでランボルギーニをプレゼントだったが、3月12日放送分より以下の通りに変更された。
| いいね数        | 期間               | 達成時のご褒美           | 失敗時の罰ゲーム                   | 結果                       |
| --------------- | ------------------ | ------------------------ | ---------------------------------- | -------------------------- |
| 10,000いいね    | 2018年3月31日まで  | 沖縄旅行                 | 雪原!!裸でゴルフ合宿               | 達成（4月9日放送分で発表） |
| 100,000いいね   | 2018年6月30日まで  | 海外ゴルフ旅行           | 地方巡業!!道内の祭りで漫才・コント | 不明のまま企画終了         |
| 1,000,000いいね | 2018年12月31日まで | ランボルギーニプレゼント | 自腹でGT-R購入                     | 不明のまま企画終了         |

キングなソフトさん
番組内でCMを放送していた札幌市北区新琴似のキングソフトが舞台のミニコント。夜な夜な迷える人が来店しキングなソフトさん（かみむら）が悩みを解決する。
その後、キングソフトで販売しているつぶつぶアイスの「ディッピンドッツ」を移動販売車（ディッピンなドッツ号）で道の駅を周りアイスを売る企画となっている。この企画ではキングなソフトさんはディッピンなドッツさんに改名している。
- 出演及び設定
  - キングなソフトさん(ディッピンなドッツさん)（かみむら）：芸能界を28年駆け抜て突如芸能界を引退し、ひっそりとキングソフトオープンさせ余生を楽しんでいる。
  - 常連客（もとき・ふれさわ、登場するのは1人。）
  - 悩める人（ゲスト）
  - 店長：キングソフトの実際の店長。4月9日放送分で登場。

キングソフト企画
主にもとき・ふれさわが出演する際は、キングソフトの店員を紹介して紹介VTR中に出てくるキーワードをお店に伝えると商品が安くなるという企画。
ふれさわが出演する際は、キングソフトが応援している女子サッカーチームノルディーア北海道の選手紹介が行われる。
浜益婚活プロジェクト
石狩市浜益区の漁師たちが嫁探しに苦労しているという情報をかみむらが聞いて婚活パーティーを開いて嫁探しに一役買おうという企画。
実際に参加希望の女性を応募していたが、その後婚活パーティーが行われたのかは不明。
もときの乗馬って素晴らしい
かみむら・ふれさわに内緒で乗馬を始めたもときが、かみむら達に乗馬の素晴らしさを教える企画。
この企画の中でもときは実際の乗馬大会に出場した。
仮想通貨でお支払いできるお店
現在流通している仮想通貨がどんなものなのか、どのように使用するのか、どのお店で使用できるのかを教える企画。
ビューティー企画
出演者がプロデュースして視聴者を生まれ変わらせる企画。過去はかみむらが自分に自信のない女性、ぽっちゃりの男性を生まれ変わらせるためのプロデュースを行ったり、ふれさわ・もときが女性を番組にCM提供しているワタナベ美容室で生まれ変わらせる企画が行われた。
北海道みんなの笑顔プロジェクト ナイスボールでナイスな絆を繋ごう
番組で開発した「ナイスボール」（粗めに潰したもち米の中に具材を積めて団子状にして揚げたもの。中身は岩のり・塩昆布・チーズおかか・梅かつおの4種類）を全道でキッチンカーを使用して販売し、道民を笑顔にしようという企画。
しかし、新型コロナウイルス感染症の影響により当初予定していたキッチンカーを使用しての販売ができなくなり（予定はしていたが、感染者が再び増加したため開催が直前で中止された）、かみむらが企画倒れと判断。ナイスボールはダイニングバー mo:tatterarehenで食べられるようになった。
一族ドローンサッカー企画
最新型ドローンをご紹介の中で紹介されたドローンサッカーにかみむらが興味を示し、自身が監督となりほかの一族メンバーを選手としてチームを発足して大会に出場しようとする企画。実際にメンバーの中で大会に出場するレギュラーの争奪戦も行い、ちぃな・もとき・トオルちゃんが主力、ふれさわが補欠、川井・いさおくんが戦力外（3人制の場合は主力がレギュラーとして出場し、5人制の場合は補欠のふれさわ、戦力外の中から1名がレギュラーとなり選ばれなかった戦力外が補欠に回る）となり、実際に大会に出場（5人制の大会）したが、結果は1回戦敗退となり、かみむらは責任を取って監督を辞任。しかし、番組の企画として練習をしてきた中で1回戦敗退はいかがなものかとかみむらが判断し、チーム解散として企画終了となった。
ススキノ企画
かみむら・ふれさわ・もときの3人が、ススキノで様々なお店を紹介する企画。テーマは毎回変わる。かみむらは当初この企画を行う際に「なにたまやねん」と過去にかみむらとふれさわがやっていたよるたまシリーズを思わせていた。
現在はしんや一族 すすきの応援部に変わっている。
出張TRICK
番組にもCM提供している札幌のマジックバーTRICKのマジシャンが出張で様々なマジックを行う企画。
派生企画として検証企画がある。
e-Sports部
ゲームがものすごくヘタクソなふれさわと事務所一のゲーマー（ただしファミコンだけ）のもときが、今話題のe-Sportsを学び、ゆくゆくは実際に大会に出ようという企画。
この企画の中で番組のゲームが誕生した。
現在は派生企画のe-Sports部おねだり企画（対決）のみ企画が継続している。
不動産情報企画
各地の空き部屋情報を紹介し、家賃を当てる企画。2023年5月より毎月最終週に放送していたが12月に終了した。

## 一族カード
食事や視聴者プレゼント用の商品を買う等で支払いが発生した場合、一族カード（番組開始当初はお支払いカード）をその場にいる出演者全員で引くのがルールになっている。
支払いは、ドクロカードを引いた者が自腹で支払いするが、足りない場合は他の出演者から借りて支払いをする。
人数が少ない場合など、その企画に来ているコーディネーターや紹介したお店の店長または従業員がカード引きに参加することもあり、その場合、店長が引けばお店のおごり、従業員やコーディネーターが引けばその人が支払いとなる。
通常カード
1人1枚カードを引く。カードの種類は○・×・ドクロ・割り勘・スーパードクロ・やりなおしの6種類あり、基本的にどの種類のカードが何枚入っているかは出演者は知らない。
開始当初は○とドクロカードの2枚で、食事終了後にカードを引いていたが、5月22日の千歳市編1週目で料理が食べられない×カードが追加されたため、その際は食事前にカード引きをすることもある。また×カードやドクロカードは人数により枚数が変動する。
それぞれのカードの内容
- ○カード - 支払いはなく、料理も食べられる。

- ドクロカード - 食事代金を支払う。ただし料理は食べられる。2020年以降はこのドクロでも料理が食べれないことがある。

- ×カード - 支払いはないが、料理は食べられない。5月22日の千歳市編1週目より追加。食事前にカードを引く際に登場する。

- 割り勘カード - このカードを引いた時点で食事代金の支払いが全員で割り勘となる[注 12]。6月12日の千歳市編3週目よりもときの提案で追加。アスクゲート関係者がいる場面で食事後にカードを引く際に登場する。

- スーパードクロカード[注 13] - 食事代金の支払いに加え、料理も食べられない。8月14日の東川町編から追加。

- やりなおしカード[注 14] - このカードを引くと強制的にカード引きがやり直しとなる[注 15]。10月9日の佐呂間町編から追加。

名前カード
出演者の名前の書いてあるカードを店員に引いてもらう。引いたカードに書かれていた名前の人がお支払いとなる。このカードは主に視聴者プレゼント購入時に引くためのカードであったが、最近ではレギュラー3人で食事をした後の支払い時に使われることも多い。このカード引きになると、かみむらのカードが極端に引かれる傾向がある。
これまでの記録
- 最多支払い者 - ふれさわ（80回）（食事代金の支払いが割り勘カードでの支払いの7店舗、割り勘支払いとなった1店舗を含む77店舗、さらに視聴者プレゼント用の商品代金支払いが1回、食事代金と視聴者プレゼント用の商品代金をまとめて払ったのが2回。さらにそれとは別においしいもの巡り以外で一族カードが登場して2回支払い、1回食事出来ないが発生している。）

- 最高支払金額 - 13,359円（ふれさわが札幌市北区編で支払った食事代）

- 連続支払い回数 - もとき（6連続）（旭川市後編の2店舗目から当別町前編の1店舗目までの支払い）

- 連続支払い回避数 - もとき（12連続）（岩見沢市編2店舗目で割り勘で支払いしてから赤井川村・京極町編後編の1店舗目で支払いするまで）

- 連続食べれない数 - ふれさわ（9連続）（札幌市厚別区編1店舗目でドクロを引いて[注 16]からICHIZOTIC4 いさおくん編の1店舗目〇を引くまで）

## 放送日程

### 2017年
| 回 | 放送日   | 訪れた市町村                            | ドクロカード（支払い金額） （★はスーパードクロカードでの支払い） | ×カード                                                        | 備考                                                           |
| -- | -------- | --------------------------------------- | ---------------------------------------------------------------- | -------------------------------------------------------------- | -------------------------------------------------------------- |
| 1  | 4月10日  | 旭川市                                  | アクスゲート社員（4,300円）                                      | 登場前                                                         |                                                                |
| 2  | 4月17日  | 旭川市                                  | ふれさわ（2,916円） もとき（990円）                              | 登場前                                                         | 3店舗目無料                                                    |
| 3  | 4月24日  | 札幌市豊平区                            | もとき（6,500円）                                                | 登場前                                                         |                                                                |
| 4  | 5月1日   | 札幌市豊平区                            | もとき（9,500円）                                                | 登場前                                                         | ゲスト：アンジェラ佐藤                                         |
| 5  | 5月8日   | 当別町                                  | もとき（3,598円） アクスゲート社長（3,990円）                    | 登場前                                                         |                                                                |
| 6  | 5月15日  | 当別町                                  | かみむら（2,450円） もとき（6,150円）                            | 登場前                                                         |                                                                |
| 7  | 5月22日  | 千歳市                                  | ふれさわ（4,560円）                                              | かみむら（1店舗目） アスクゲート社長・もとき（2店舗目）        |                                                                |
| 8  | 5月29日  | 千歳市                                  | もとき（1,550円）                                                | なし                                                           |                                                                |
| 9  | 6月12日  | 千歳市                                  | 全員（10,000円） ふれさわ（1,260円）                             | なし                                                           |                                                                |
| 10 | 6月19日  | 名寄市                                  | もとき（4,713円） ふれさわ（4,760円）                            | アスクゲート社長・かみむら（2店舗目）                          |                                                                |
| 11 | 6月26日  | 名寄市                                  | かみむら（1,520円） 全員（6,836円）                              | なし                                                           |                                                                |
| 12 | 7月3日   | 増毛町                                  | かみむら（1,250円）                                              | なし                                                           |                                                                |
| 13 | 7月10日  | 増毛町                                  | アスクゲート社長（2,500円） アスクゲート社員（7,128円）          | なし                                                           |                                                                |
| 14 | 7月17日  | 伊達市                                  | ふれさわ（4,588円）                                              | なし                                                           |                                                                |
| 15 | 7月24日  | 伊達市                                  | ふれさわ アスクゲート社員（3,820円）                             | なし                                                           |                                                                |
| 16 | 7月31日  | 喜茂別町                                | もとき（1,510円） アスクゲート社長・社員（3,000円）              | なし                                                           |                                                                |
| 17 | 8月7日   | 留寿都村                                | ふれさわ（1,000円）                                              | ふれさわ・アスクゲート社長（2店舗目）                          | 2店舗目無料                                                    |
| 18 | 8月14日  | 東川町                                  | ふれさわ★（4,380円）                                             | なし                                                           |                                                                |
| 19 | 8月21日  | 東神楽町                                | ふれさわ（3,100円） アスクゲート社長（1,400円） 全員（8,100円）  | ふれさわ（2店舗目）                                            |                                                                |
| 20 | 8月28日  | 上士幌町                                | ふれさわ（1,830円） もとき（2,540円）                            | アスクゲート社長・社員（2店舗目）                              |                                                                |
| 21 | 9月4日   | 士幌町                                  | かみむら（3,550円）                                              | なし                                                           | 2店舗目無料                                                    |
| 22 | 9月11日  | 利尻町 利尻富士町                       | 未公開シーン集＆もときとアスクゲート社長による2泊3日利尻島巡り   | 未公開シーン集＆もときとアスクゲート社長による2泊3日利尻島巡り | 未公開シーン集＆もときとアスクゲート社長による2泊3日利尻島巡り |
| 23 | 9月18日  | 室蘭市                                  | かみむら（2,996円） ふれさわ（4,510円）                          | なし                                                           |                                                                |
| 24 | 9月25日  | 室蘭市                                  | かみむら（4,200円） ふれさわ（4,880円）                          | なし                                                           |                                                                |
| 25 | 10月2日  | 特別企画 札幌オータムフェスト2017編     | 特別企画 札幌オータムフェスト2017編                              | 特別企画 札幌オータムフェスト2017編                            | 特別企画 札幌オータムフェスト2017編                            |
| 26 | 10月9日  | 佐呂間町                                | もとき（1,450円） アスクゲート社員（3,180円）                    | なし                                                           |                                                                |
| 27 | 10月16日 | 湧別町                                  | 全員（4,968円） かみむら（3,000円）                              | かみむら（1店舗目）                                            |                                                                |
| 29 | 10月23日 | 厚岸町                                  | カード引きなし                                                   | カード引きなし                                                 |                                                                |
| 30 | 10月30日 | 厚岸町                                  | かみむら（2,580円）                                              | なし                                                           |                                                                |
| 31 | 11月6日  | 森町                                    | カード引きなし                                                   | カード引きなし                                                 |                                                                |
| 32 | 11月13日 | 森町                                    | ふれさわ（1,956円）                                              | なし                                                           |                                                                |
| 32 | 11月13日 | 七飯町                                  | ふれさわ（1,956円）                                              | なし                                                           |                                                                |
| 33 | 11月20日 | ふれさわ（2,190円） かみむら（1,620円） | なし                                                             |                                                                |                                                                |
| 34 | 11月27日 | 遠別町                                  | ふれさわ（3,240円） もとき（1,050円）                            | なし                                                           | アスクゲート社長欠席                                           |
| 35 | 12月4日  | 天塩町                                  | かみむら（1,100円） ふれさわ（3,750円）                          | なし                                                           | アスクゲート社長欠席                                           |
| 36 | 12月11日 | えりも町                                | かみむら（1,650円） もとき★（1,358円）                           | アスクゲート社員（2店舗目）                                    | アスクゲート社長欠席                                           |
| 37 | 12月18日 | 様似町                                  | 全員（5,620円）                                                  | なし                                                           | アスクゲート社長欠席                                           |
| 38 | 12月25日 | 特別企画 クリスマス視聴者プレゼント編   | 特別企画 クリスマス視聴者プレゼント編                            | 特別企画 クリスマス視聴者プレゼント編                          | かみむら欠席                                                   |

### 2018年
| 回 | 放送日   | 放送した企画                                                                       | 出演者                           | 北海道189市町村おいしいもの巡りの旅での内容 | 北海道189市町村おいしいもの巡りの旅での内容                          | 北海道189市町村おいしいもの巡りの旅での内容 | 備考                                                                |
| 回 | 放送日   | 放送した企画                                                                       | 出演者                           | 訪れた市町村                                | ドクロカード（支払い金額） （★はスーパードクロカードでの支払い）     | ×カード                                     | 備考                                                                |
| -- | -------- | ---------------------------------------------------------------------------------- | -------------------------------- | ------------------------------------------- | -------------------------------------------------------------------- | ------------------------------------------- | ------------------------------------------------------------------- |
| 39 | 1月8日   | 北海道189市町村おいしいもの巡りの旅                                                | かみむら・ふれさわ・もとき       | 音更町                                      | アスクゲート社長（3,367円） 全員（6,004円）                          | なし                                        |                                                                     |
| 40 | 1月15日  | 北海道189市町村おいしいもの巡りの旅                                                | かみむら・ふれさわ・もとき       | 池田町                                      | アスクゲート常務（3,984円） アスクゲート社員（3,530円）              | なし                                        |                                                                     |
| 41 | 1月22日  | KAMISUTA映え企画 キングなソフトさん                                                | かみむら・もとき                 | なし                                        | なし                                                                 | なし                                        | キングなソフトさんのコーナーで一族メンバーになる前の川井J竜輔が出演 |
| 42 | 1月29日  | KAMISUTA映え企画 キングなソフトさん                                                | かみむら・もとき                 | なし                                        | なし                                                                 | なし                                        | キングなソフトさんのコーナーで当時ナレーション担当の長岡夢が出演    |
| 43 | 2月5日   | KAMISUTA映え企画 キングなソフトさん                                                | かみむら・ふれさわ・もとき       | なし                                        | なし                                                                 | なし                                        |                                                                     |
| 44 | 2月12日  | 「かみむら」ルーツの旅 キングなソフトさん                                          | かみむら・ふれさわ               | なし                                        | なし                                                                 | なし                                        |                                                                     |
| 45 | 2月19日  | 「かみむら」ルーツの旅 スロット大当たりDE視聴者プレゼント                          | かみむら・ふれさわ・もとき       | なし                                        | なし                                                                 | なし                                        |                                                                     |
| 46 | 2月26日  | 北海道189市町村おいしいもの巡りの旅                                                | かみむら・ふれさわ・もとき       | 洞爺湖町                                    | かみむら（7,950円） ふれさわ（1,250円）                              | かみむら・アスクゲート社長（2店舗目）       |                                                                     |
| 47 | 3月5日   | 北海道189市町村おいしいもの巡りの旅                                                | かみむら・ふれさわ・もとき       | 壮瞥町                                      | アスクゲート社長（5,000円） アスクゲート社員（4,360円）              | なし                                        |                                                                     |
| 48 | 3月12日  | KAMISUTA映え企画 キングなソフトさん                                                | かみむら・もとき                 | なし                                        | なし                                                                 | なし                                        |                                                                     |
| 49 | 3月19日  | KAMISUTA映え企画 キングなソフトさん                                                | かみむら・もとき                 | なし                                        | なし                                                                 | なし                                        | ゲスト：フルーティー                                                |
| 50 | 3月26日  | パチンコ・スロット旅打ち企画                                                       | かみむら・ふれさわ・もとき       | なし                                        | なし                                                                 | なし                                        |                                                                     |
| 51 | 4月2日   | 北海道189市町村おいしいもの巡りの旅                                                | かみむら・ふれさわ・もとき       | 新篠津村 月形町                             | かみむら（8,880円）                                                  | なし                                        | この放送より放送時間が25:05 - 25:35へ変更                           |
| 52 | 4月9日   | KAMISUTA映え企画 キングなソフトさん                                                | かみむら・もとき                 | なし                                        | なし                                                                 | なし                                        |                                                                     |
| 53 | 4月16日  | KAMISUTA映え企画 キングなソフトさん                                                | かみむら・もとき                 | なし                                        | なし                                                                 | なし                                        |                                                                     |
| 54 | 4月23日  | 「かみむら」ルーツの旅 三河麺don家帯広店1位メニューを当てるまで食べ続けまSHOW      | かみむら・ふれさわ・もとき       | なし                                        | なし                                                                 | なし                                        |                                                                     |
| 55 | 4月30日  | 「かみむら」ルーツの旅                                                             | かみむら・ふれさわ               | なし                                        | なし                                                                 | なし                                        |                                                                     |
| 56 | 5月7日   | 北海道189市町村おいしいもの巡りの旅                                                | かみむら・ふれさわ・もとき       | 富良野市                                    | ふれさわ・アスクゲート社員（10,000円） 全員（10,800円）              | なし                                        |                                                                     |
| 57 | 5月14日  | KAMISUTA映え企画 キングなソフトさん                                                | かみむら・もとき                 | なし                                        | なし                                                                 | なし                                        |                                                                     |
| 58 | 5月21日  | KAMISUTA映え企画 キングなソフトさん                                                | かみむら・もとき                 | なし                                        | なし                                                                 | なし                                        |                                                                     |
| 59 | 5月28日  | 今気になるお店に行ってみよう企画 パチスロ企業対決企画                              | かみむら・ふれさわ・もとき       | なし                                        | なし                                                                 | なし                                        |                                                                     |
| 60 | 6月4日   | 北海道189市町村おいしいもの巡りの旅                                                | ふれさわ・もとき                 | 札幌市北区                                  | アスクゲート社長（4,039円） ふれさわ（13,359円）                     | なし                                        | かみむらは欠席                                                      |
| 61 | 6月11日  | KAMISUTA映え企画 キングなソフトさん                                                | かみむら・もとき                 | なし                                        | なし                                                                 | なし                                        |                                                                     |
| 62 | 6月18日  | KAMISUTA映え企画 キングなソフトさん                                                | かみむら・もとき                 | なし                                        | なし                                                                 | なし                                        |                                                                     |
| 63 | 6月25日  | 自信がない女性をかみむらがプロデュース がちゃぽん苫小牧店でガチ打ち企画            | かみむら・ふれさわ・もとき       | なし                                        | なし                                                                 | なし                                        |                                                                     |
| 64 | 7月2日   | 北海道189市町村おいしいもの巡りの旅                                                | ふれさわ・もとき                 | 夕張市 由仁町                               | ロケセッティング会社のおごり（10,400円） アスクゲート社長（3,150円） | なし                                        | かみむらは欠席                                                      |
| 65 | 7月9日   | KAMISUTA映え企画 キングなソフトさん                                                | かみむら・もとき                 | なし                                        | なし                                                                 | なし                                        |                                                                     |
| 66 | 7月16日  | KAMISUTA映え企画 キングなソフトさん                                                | かみむら・もとき                 | なし                                        | なし                                                                 | なし                                        |                                                                     |
| 67 | 7月23日  | 浜益婚活プロジェクト（1）                                                          | かみむら・ふれさわ               | なし                                        | なし                                                                 | なし                                        |                                                                     |
| 68 | 7月30日  | 浜益婚活プロジェクト（2） がちゃぽん帯広店で地元企業とパチンコ大当たり対決         | かみむら・ふれさわ・川井         | なし                                        | なし                                                                 | なし                                        | 川井初登場                                                          |
| 69 | 8月6日   | 北海道189市町村おいしいもの巡りの旅                                                | かみむら・ふれさわ・もとき・川井 | 江別市                                      | かみむら（2,770円） 川井（2,200円）                                  | なし                                        |                                                                     |
| 70 | 8月13日  | KAMISUTA映え企画 キングなソフトさん                                                | かみむら・もとき                 | なし                                        | なし                                                                 | なし                                        |                                                                     |
| 71 | 8月20日  | KAMISUTA映え企画 キングなソフトさん                                                | かみむら・もとき・川井           | なし                                        | なし                                                                 | なし                                        |                                                                     |
| 72 | 8月27日  | オープンカーでドライブ&みんなでバーベキュー がちゃぽん新川店でパチンコ大当たり対決 | かみむら・ふれさわ・もとき・川井 | なし                                        | なし                                                                 | なし                                        |                                                                     |
| 72 | 9月3日   | 北海道189市町村おいしいもの巡りの旅                                                | かみむら・もとき・川井           | 札幌市西区琴似                              | かみむら（8,847円） もとき（2,224円）                                | なし                                        |                                                                     |
| 73 | 9月10日  | KAMISUTA映え企画 キングなソフトさん                                                | かみむら・もとき                 | なし                                        | なし                                                                 | なし                                        |                                                                     |
| 74 | 9月17日  | KAMISUTA映え企画                                                                   | かみむら・もとき                 | なし                                        | なし                                                                 | なし                                        | ゲスト：池谷直樹                                                    |
| 75 | 9月24日  | KAMISUTA映え企画                                                                   | かみむら・もとき                 | なし                                        | なし                                                                 | なし                                        | ゲスト：池谷直樹                                                    |
| 76 | 10月1日  | もときの乗馬って素晴らしい                                                         | かみむら・ふれさわ・もとき       | なし                                        | なし                                                                 | なし                                        |                                                                     |
| 76 | 10月8日  | もときの乗馬って素晴らしい                                                         | かみむら・ふれさわ・もとき       |                                             | もとき（2,224円）                                                    |                                             |                                                                     |
| 77 | 10月15日 | KAMISUTA映え企画                                                                   | かみむら・もとき                 | なし                                        | なし                                                                 | なし                                        |                                                                     |
| 78 | 10月22日 | KAMISUTA映え企画                                                                   | かみむら・もとき                 | なし                                        | なし                                                                 | なし                                        |                                                                     |
| 79 | 10月29日 | がちゃぽん特集                                                                     | かみむら・ふれさわ・もとき・川井 | なし                                        | なし                                                                 | なし                                        |                                                                     |
| 80 | 11月5日  | 北海道189市町村おいしいもの巡りの旅                                                | かみむら・ふれさわ・もとき       | 札幌市南区                                  | ふれさわ（3,690円） もとき（3,200円） 割り勘（7,500円）              | なし                                        |                                                                     |
| 81 | 11月12日 | KAMISUTA映え企画                                                                   | かみむら・もとき                 | なし                                        | なし                                                                 | なし                                        |                                                                     |
| 82 | 11月19日 | KAMISUTA映え企画                                                                   | かみむら・もとき                 | なし                                        | なし                                                                 | なし                                        |                                                                     |
| 83 | 11月26日 | ドリームレンタカー秋のドリーム祭り がちゃぽん新川店でスロット大当たり対決          | かみむら・ふれさわ・もとき・川井 | なし                                        | なし                                                                 | なし                                        |                                                                     |
| 84 | 12月3日  | 北海道189市町村おいしいもの巡りの旅                                                | かみむら・もとき・川井           | 白老町                                      | 川井（1,950円） かみむら（1,013円）                                  | なし                                        | 1店舗目無料                                                         |
| 85 | 12月10日 | パパは誰だ!!スロット大当たり対決                                                   | かみむら・ふれさわ・もとき       | なし                                        | なし                                                                 | なし                                        |                                                                     |
| 86 | 12月17日 | KAMISUTA映え企画                                                                   | かみむら・ふれさわ・もとき       | なし                                        | なし                                                                 | なし                                        |                                                                     |
| 87 | 12月24日 | KAMISUTA映え企画                                                                   | かみむら・ふれさわ・もとき       | なし                                        | なし                                                                 | なし                                        |                                                                     |

### 2019年
| 回  | 放送日   | 放送した企画 | 出演者                                               | 北海道189市町村おいしいもの巡りの旅での内容 | 北海道189市町村おいしいもの巡りの旅での内容                      | 北海道189市町村おいしいもの巡りの旅での内容 | 備考             |
| 回  | 放送日   | 放送した企画 | 出演者                                               | 訪れた市町村                                | ドクロカード（支払い金額） （★はスーパードクロカードでの支払い） | ×カード                                     | 備考             |
| --- | -------- | --- | ---------------------------------------------------- | ------------------------------------------- | ---------------------------------------------------------------- | ------------------------------------------- | ---------------- |
| 88  | 1月7日   | 北海道189市町村おいしいもの巡りの旅                                                                                            | かみむら・ふれさわ・もとき                           | 函館市                                      | かみむら（3,090円） ふれさわ（3,000円）                          | なし                                        | 3店舗目無料      |
| 89  | 1月14日  | おっさん達のおすすめランチ紹介                                                                                                 | かみむら・ふれさわ・もとき                           |                                             | もとき（2,080円）                                                |                                             |                  |
| 90  | 1月21日  | わかさぎ釣り対決 キャッシュレスの波に乗り遅れるな                                                                              | かみむら・ふれさわ・もとき                           | なし                                        | なし                                                             | なし                                        |                  |
| 91  | 1月28日  | ふれさわのストレスを解消しよう キャッシュレスの波に乗り遅れるな                                                                | かみむら・ふれさわ・もとき                           | なし                                        | なし                                                             | なし                                        |                  |
| 92  | 2月4日   | 北海道189市町村おいしいもの巡りの旅                                                                                            | かみむら・ふれさわ・もとき                           | 札幌市西区発寒                              | かみむら（4,140円） ふれさわ（500円）                            | なし                                        |                  |
| 93  | 2月11日  | 池谷幸雄と行く!!茨城県水戸市を食べ歩き!!                                                                                       | かみむら・ふれさわ                                   | なし                                        | なし                                                             | なし                                        | ゲスト：池谷幸雄 |
| 94  | 2月18日  | 一族春のパン祭り | ふれさわ・もとき                                     | なし                                        | なし                                                             | なし                                        |                  |
| 95  | 2月25日  | 一族カレーリレー | ふれさわ・もとき・川井                               | なし                                        | なし                                                             | なし                                        |                  |
| 96  | 3月4日   | 北海道189市町村おいしいもの巡りの旅                                                                                            | ふれさわ・もとき                                     | 札幌市清田区                                | お店のおごり（2,880円） ふれさわ（1,901円）                      | なし                                        |                  |
| 97  | 3月11日  | ちょっと気になる居酒屋・BAR 優勝おめでとうございます原藤由衣ちゃんをお祝いしよう                                               | かみむら・ふれさわ・もとき                           | なし                                        | なし                                                             | なし                                        |                  |
| 98  | 3月18日  | 札幌ワールドグルメツアー | もとき・川井                                         | なし                                        | なし                                                             | なし                                        |                  |
| 99  | 3月25日  | かみむらしんや遺品整理士になる                                                                                                 | かみむら・ふれさわ・もとき                           | なし                                        | なし                                                             | なし                                        |                  |
| 100 | 4月1日   | かみむらプロデュースポチャメン編                                                                                               | かみむら・もとき                                     | なし                                        | なし                                                             | なし                                        |                  |
| 101 | 4月8日   | 北海道189市町村おいしいもの巡りの旅                                                                                            | ふれさわ・もとき・川井                               | 北広島市                                    | 川井（1,200円） もとき（2,250円）                                | なし                                        |                  |
| 102 | 4月15日  | 北海道189市町村おいしいもの巡りの旅                                                                                            | ふれさわ・もとき・川井                               | 南幌町                                      | もとき（1,800円） 川井（5,100円）                                | なし                                        |                  |
| 103 | 4月22日  | ススキノ企画 すすきのでの正しい遊び方・初級編                                                                                  | かみむら・ふれさわ・もとき                           | なし                                        | なし                                                             | なし                                        |                  |
| 104 | 4月29日  | ワンコインでお腹いっぱい!!激安グルメツアー                                                                                     | ふれさわ・もとき・川井                               | なし                                        | なし                                                             | なし                                        |                  |
| 105 | 5月6日   | 北海道189市町村おいしいもの巡りの旅                                                                                            | ふれさわ・もとき・川井                               | 小樽市                                      | お店のおごり（1,840円） もとき（1,700円）                        | なし                                        |                  |
| 106 | 5月13日  | 北海道189市町村おいしいもの巡りの旅                                                                                            | ふれさわ・もとき・川井                               | 小樽市                                      | ふれさわ（5,304円）                                              | なし                                        |                  |
| 107 | 5月20日  | 札幌変わりだねラーメン | もとき・川井                                         | なし                                        | なし                                                             | なし                                        |                  |
| 108 | 5月27日  | ススキノ企画 すすきのFreeCでおすすめ店巡り                                                                                     | かみむら・ふれさわ・もとき                           | なし                                        | なし                                                             | なし                                        |                  |
| 109 | 6月3日   | ススキノ企画 すすきのFreeCでおすすめ店巡り                                                                                     | かみむら・ふれさわ・もとき                           | なし                                        | なし                                                             | なし                                        |                  |
| 110 | 6月10日  | 北海道189市町村おいしいもの巡りの旅                                                                                            | かみむら・ふれさわ・もとき                           | 弟子屈町                                    | かみむら（2,761円）                                              | なし                                        |                  |
| 111 | 6月17日  | 本当は教えたくない帯広の名店                                                                                                   | かみむら・ふれさわ・もとき・川井                     | なし                                        | なし                                                             | なし                                        |                  |
| 112 | 6月24日  | 地域貢献のお手伝いをしよう | かみむら・もとき                                     | なし                                        | なし                                                             | なし                                        |                  |
| 113 | 7月1日   | チーズハットグを食べてみよう                                                                                                   | かみむら・ふれさわ・もとき                           | なし                                        | なし                                                             | なし                                        |                  |
| 114 | 7月8日   | ちょっと気になるお店巡り | ふれさわ・もとき                                     | なし                                        | なし                                                             | なし                                        |                  |
| 115 | 7月15日  | 北海道189市町村おいしいもの巡りの旅                                                                                            | ふれさわ・もとき・川井                               | 恵庭市                                      | ふれさわ（850円） お店のおごり（22,657円）                       | なし                                        |                  |
| 116 | 7月22日  | ススキノ企画 ススキノおすすめ店巡り                                                                                            | かみむら・ふれさわ・もとき                           | なし                                        | なし                                                             | なし                                        |                  |
| 117 | 7月29日  | 新琴似4番街珍道中 | かみむら・もとき                                     | なし                                        | なし                                                             | なし                                        |                  |
| 118 | 8月5日   | 北海道189市町村おいしいもの巡りの旅                                                                                            | ふれさわ・もとき・川井                               | 札幌市白石区                                | ふれさわ（4,550円） もとき（2,000円）                            | なし                                        |                  |
| 119 | 8月12日  | 朝から遊びましょう | ふれさわ・もとき・川井                               | なし                                        | なし                                                             | なし                                        |                  |
| 120 | 8月19日  | ちょっと気になる専門店巡り もっとお得にキングソフト                                                                            | ふれさわ・もとき                                     | なし                                        | なし                                                             | なし                                        |                  |
| 121 | 8月26日  | ススキノ企画 すすきのディープスポット巡り キングソフトコーナー                                                                 | かみむら・ふれさわ・もとき・川井                     | なし                                        | なし                                                             | なし                                        |                  |
| 122 | 9月2日   | 肉・肉・肉!! 一族お肉祭り | ふれさわ・もとき                                     | なし                                        | なし                                                             | なし                                        |                  |
| 123 | 9月9日   | 北海道189市町村おいしいもの巡りの旅                                                                                            | ふれさわ・もとき・川井                               | 長沼町                                      | お店のおごり（1,510円）ふれさわ（2,850円）                       | なし                                        |                  |
| 124 | 9月16日  | 出張TRICK もっとお得にキングソフト スマホ修理のお店紹介                                                                        | ふれさわ・もとき・川井                               | なし                                        | なし                                                             | なし                                        |                  |
| 125 | 9月23日  | 気になる食堂行ってみようツアー キングソフトコーナー                                                                            | ふれさわ・もとき・川井                               | なし                                        | なし                                                             | なし                                        |                  |
| 126 | 9月30日  | ママーズグランピング | かみむら・ふれさわ・もとき                           | なし                                        | なし                                                             | なし                                        |                  |
| 127 | 10月7日  | ママーズグランピング | かみむら・ふれさわ・もとき                           | なし                                        | なし                                                             | なし                                        |                  |
| 128 | 10月14日 | ちょっと気になるカレー屋さん もっとお得にキングソフト しんや一族BAR出店企画                                                    | もとき・川井                                         | なし                                        | なし                                                             | なし                                        |                  |
| 129 | 10月21日 | 北海道189市町村おいしいもの巡りの旅 しんや一族BAR出店企画                                                                      | ふれさわ・もとき・川井                               | 岩見沢市                                    | 川井（3,340円） 割り勘（3,133円）                                | なし                                        |                  |
| 130 | 10月28日 | 出張TRICK キングソフトのコーナー しんや一族BAR出店企画                                                                         | かみむら・ふれさわ・もとき・川井                     | なし                                        | なし                                                             | なし                                        |                  |
| 131 | 11月4日  | ちょっと気になる苫小牧グルメ しんや一族BAR出店企画                                                                             | ふれさわ・もとき・川井                               | なし                                        | なし                                                             | なし                                        |                  |
| 132 | 11月11日 | ススキノ企画 ススキノオススメ店巡り しんや一族BAR出店企画                                                                      | かみむら・ふれさわ・もとき・川井                     | なし                                        | なし                                                             | なし                                        |                  |
| 133 | 11月17日 | お肉をもらいに行こう もっとお得にキングソフト しんや一族BAR出店企画                                                            | かみむら・ふれさわ・もとき                           | なし                                        | なし                                                             | なし                                        |                  |
| 134 | 11月24日 | ちょっと気になる焼肉屋さん キングソフトのコーナー しんや一族BAR出店企画                                                        | かみむら・ふれさわ・もとき・川井                     | なし                                        | なし                                                             | なし                                        |                  |
| 135 | 12月2日  | ふれさわ・もとき忍者になる!? しんや一族BAR出店企画                                                                             | かみむら・ふれさわ・もとき                           | なし                                        | なし                                                             | なし                                        |                  |
| 136 | 12月9日  | 冬の海鮮祭り しんや一族BAR出店企画                                                                                             | かみむら・ふれさわ・もとき・川井・NEVER MIND（全員） | なし                                        | なし                                                             | なし                                        | NEVER MIND初登場 |
| 137 | 12月16日 | カラオケ激うま高校生を応援しよう しんや一族BAR出店企画                                                                         | かみむら・ふれさわ・もとき・NEVER MIND（全員）       | なし                                        | なし                                                             | なし                                        |                  |
| 138 | 12月23日 | ススキノ企画 ススキノの新感覚の個性的なお店をご紹介 しんや一族BAR出店企画 キングソフトが応援するノルディーア北海道を応援しよう | かみむら・ふれさわ・もとき・NEVER MIND（斗哉）       | なし                                        | なし                                                             | なし                                        |                  |

### 2020年
| 回  | 放送日   | 放送した企画 | 出演者                                                                                    | 北海道189市町村おいしいもの巡りの旅での内容 | 北海道189市町村おいしいもの巡りの旅での内容                      | 北海道189市町村おいしいもの巡りの旅での内容               | 備考                                                             |
| 回  | 放送日   | 放送した企画 | 出演者                                                                                    | 訪れた市町村                                | ドクロカード（支払い金額） （★はスーパードクロカードでの支払い） | ×カード                                                   | 備考                                                             |
| --- | -------- | --- | ----------------------------------------------------------------------------------------- | ------------------------------------------- | ---------------------------------------------------------------- | --------------------------------------------------------- | ---------------------------------------------------------------- |
| 139 | 1月6日   | 北海道189市町村おいしいもの巡りの旅 しんや一族BAR出店企画                                                                        | かみむら・ふれさわ・もとき・川井・NEVER MIND（斗哉・晃平・龍也・大空・AZU）               | 札幌市                                      | かみむら（7,450円）                                              | なし                                                      |                                                                  |
| 140 | 1月13日  | 北海道189市町村おいしいもの巡りの旅 しんや一族BAR出店企画                                                                        | かみむら・ふれさわ・もとき・NEVER MIND（晃平・龍也・大空・AZU）                           | 札幌市                                      | かみむら（3,700円）                                              | なし                                                      |                                                                  |
| 141 | 1月20日  | e-Sports部 しんや一族BAR出店企画                                                                                                 | かみむら・ふれさわ・もとき                                                                | なし                                        | なし                                                             | なし                                                      |                                                                  |
| 142 | 1月27日  | ススキノ企画 厳選の個性的なお店をご紹介 しんや一族BAR出店企画                                                                    | かみむら・ふれさわ・もとき                                                                | なし                                        | なし                                                             | なし                                                      |                                                                  |
| 143 | 2月3日   | 北海道189市町村おいしいもの巡りの旅 しんや一族BAR出店企画                                                                        | かみむら・ふれさわ・もとき・NEVER MIND（亮哉・龍也・AZU）                                 | 石狩市                                      | NEVER MIND★（4,201円）                                           | ふれさわ・AZU（2店舗目）                                  | この企画後NEVER MINDが活動を休止したため最後の出演となった。     |
| 144 | 2月10日  | e-Sports部 出張TRICK しんや一族BAR出店企画                                                                                       | かみむら・ふれさわ・もとき・川井                                                          | なし                                        | なし                                                             | なし                                                      |                                                                  |
| 145 | 2月17日  | ススキノ企画 ふれさわが行ってみたいお店 キングソフトが応援するノルディーア北海道を応援しよう しんや一族BAR出店企画               | かみむら・ふれさわ・もとき・川井                                                          | なし                                        | なし                                                             | なし                                                      |                                                                  |
| 146 | 2月24日  | ビューティー大改造 キングソフトのコーナー しんや一族BAR出店企画                                                                  | かみむら・ふれさわ・もとき                                                                | なし                                        | なし                                                             | なし                                                      |                                                                  |
| 147 | 3月2日   | 北海道189市町村おいしいもの巡りの旅 しんや一族BAR出店企画                                                                        | かみむら・ふれさわ・もとき・川井                                                          | 三笠市                                      | 川井（2,720円） お店のおごり（2,430円）                          | なし                                                      |                                                                  |
| 148 | 3月9日   | e-Sports部 しんや一族BAR出店企画                                                                                                 | かみむら・ふれさわ・もとき                                                                | なし                                        | なし                                                             | なし                                                      |                                                                  |
| 149 | 3月16日  | 一族春の丼祭り しんや一族BAR出店企画                                                                                             | かみむら・ふれさわ・もとき                                                                | なし                                        | なし                                                             | なし                                                      |                                                                  |
| 150 | 3月23日  | ススキノ企画 かみむら厳選の気になるお店 しんや一族BAR出店企画                                                                    | かみむら・ふれさわ・もとき                                                                | なし                                        | なし                                                             | なし                                                      |                                                                  |
| 151 | 3月30日  | 北海道189市町村おいしいもの巡りの旅 しんや一族BAR出店企画                                                                        | かみむら・ふれさわ・もとき・川井                                                          | 札幌市手稲区                                | ふれさわ（2,000円） お店のおごり（2,160円）                      | なし                                                      |                                                                  |
| 152 | 4月6日   | 北海道189市町村おいしいもの巡りの旅 しんや一族BAR出店企画                                                                        | かみむら・ふれさわ・もとき・川井                                                          | 札幌市手稲区                                | 川井（2,040円） お店のおごり（2,618円）                          | なし                                                      |                                                                  |
| 153 | 4月13日  | e-Sports部 しんや一族BAR出店企画                                                                                                 | かみむら・ふれさわ・もとき                                                                | なし                                        | なし                                                             | なし                                                      | tencho's5が一族メンバー入り                                      |
| 154 | 4月20日  | ふれさわを勝手に癒しちゃおう しんや一族BAR出店企画                                                                               | ふれさわ・もとき・川井・tencho's5（全員）                                                 | なし                                        | なし                                                             | なし                                                      |                                                                  |
| 155 | 4月27日  | 様々な工夫で頑張ってるお店 しんや一族BAR出店企画                                                                                 | かみむら・ふれさわ・もとき・川井・tencho's5（全員）                                       | なし                                        | なし                                                             | なし                                                      |                                                                  |
| 156 | 5月4日   | 様々な工夫で頑張ってるお店 しんや一族BAR出店企画                                                                                 | かみむら・もとき・tencho's5（フーミン）                                                   | なし                                        | なし                                                             | なし                                                      |                                                                  |
| 157 | 5月11日  | e-Sports部 番外編 しんや一族BAR出店企画                                                                                          | かみむら・ふれさわ・もとき・tencho's5（いさおくん）                                       | なし                                        | なし                                                             | なし                                                      |                                                                  |
| 158 | 5月18日  | カタカナーシで遊ぼう しんや一族BAR出店企画                                                                                       | かみむら・ふれさわ・もとき・川井・tencho's5（ちぃな）                                     | なし                                        | なし                                                             | なし                                                      |                                                                  |
| 159 | 5月25日  | それぞれのステイホーム | かみむら・ふれさわ・もとき・川井・tencho's5（全員）                                       | なし                                        | なし                                                             | なし                                                      |                                                                  |
| 160 | 6月1日   | e-Sports部 しんや一族BAR出店企画                                                                                                 | かみむら・ふれさわ・もとき・tencho's5（ポロミンかかず）                                   | なし                                        | なし                                                             | なし                                                      |                                                                  |
| 161 | 6月8日   | トリックイズ しんや一族BAR出店企画                                                                                               | かみむら・ふれさわ・もとき・tencho's5（トオルちゃん）                                     | なし                                        | なし                                                             | なし                                                      |                                                                  |
| 162 | 6月15日  | カラオケ店の感染防止対策徹底取材 しんや一族BAR出店企画                                                                           | かみむら・もとき・tencho's5（フーミン・ちぃな・ポロミンかかず）                           | なし                                        | なし                                                             | なし                                                      |                                                                  |
| 163 | 6月22日  | e-Sports部 しんや一族BAR出店企画                                                                                                 | ふれさわ・もとき・tencho's5（ポロミンかかず）                                             | なし                                        | なし                                                             | なし                                                      |                                                                  |
| 164 | 6月29日  | すすきのの感染防止対策を徹底取材 しんや一族BAR出店企画                                                                           | かみむら・ふれさわ・もとき・tencho's5（ポロミンかかず）                                   | なし                                        | なし                                                             | なし                                                      |                                                                  |
| 165 | 7月6日   | テイクアウトができるお店 | ふれさわ・もとき                                                                          | なし                                        | なし                                                             | なし                                                      |                                                                  |
| 166 | 7月13日  | e-Sports部×マジックバーTRICK ゲームに勝ったらタネ明かししてもらおう しんや一族BAR出店企画                                        | ふれさわ・もとき・tencho's5（いさおくん）                                                 | なし                                        | なし                                                             | なし                                                      |                                                                  |
| 167 | 7月20日  | 五十嵐浩晃がカタカナーシに挑戦                                                                                                   | かみむら・ふれさわ                                                                        | なし                                        | なし                                                             | なし                                                      | ゲスト：五十嵐浩晃                                               |
| 168 | 7月27日  | テイクアウトができるお店 しんや一族BAR出店企画                                                                                   | ふれさわ・もとき・tencho's5（いさおくん）                                                 | なし                                        | なし                                                             | なし                                                      |                                                                  |
| 169 | 8月3日   | テイクアウトができるお店 しんや一族BAR出店企画                                                                                   | かみむら・ふれさわ・もとき・tencho's5（トオルちゃん）                                     | なし                                        | なし                                                             | なし                                                      |                                                                  |
| 170 | 8月10日  | e-Sports部おねだり企画 オープニング映像を作ってもらおう しんや一族BAR出店企画                                                    | かみむら・ふれさわ・もとき・tencho's5（トオルちゃん・ちぃな）                             | なし                                        | なし                                                             | なし                                                      |                                                                  |
| 171 | 8月17日  | マジックバーTRICK検証企画 どんな状況でもマジックできるの しんや一族BAR出店企画                                                   | かみむら・ふれさわ・もとき・tencho's5（トオルちゃん・いさおくん・ちぃな・ポロミンかかず） |                                             | かみむら・ポロミンかかず（7,500円）                              |                                                           |                                                                  |
| 172 | 8月24日  | ススキノ企画 かみむらが紹介したいお店 しんや一族BAR出店企画                                                                      | かみむら・ふれさわ・もとき・tencho's5（トオルちゃん・いさおくん・ちぃな・ポロミンかかず） | なし                                        | なし                                                             | なし                                                      | tencho's5が解散しICHIZOTIC4を結成 フーミンが一族メンバーから脱退 |
| 173 | 8月31日  | 北海道みんなの笑顔プロジェクト ナイスボールでナイスな絆を繋ごう                                                                  | かみむら・ふれさわ・もとき・川井・ICHIZOTIC4（全員）                                      | なし                                        | なし                                                             | なし                                                      |                                                                  |
| 174 | 9月7日   | e-Sports部おねだり企画 北海道みんなの笑顔プロジェクト ナイスボールでナイスな絆を繋ごう                                           | かみむら・ふれさわ・もとき                                                                | なし                                        | なし                                                             | なし                                                      |                                                                  |
| 175 | 9月14日  | 北区のおいしいお店をご紹介 北海道みんなの笑顔プロジェクト ナイスボールでナイスな絆を繋ごう                                       | かみむら・ふれさわ・もとき・ICHIZOTIC4（ちぃな）                                          | なし                                        | なし                                                             | なし                                                      |                                                                  |
| 176 | 9月21日  | 出張TRICK 北海道みんなの笑顔プロジェクト ナイスボールでナイスな絆を繋ごう                                                        | かみむら・ふれさわ・もとき・川井・ICHIZOTIC4（全員）                                      | なし                                        | なし                                                             | なし                                                      |                                                                  |
| 177 | 9月28日  | かみむらが本気で車探し しんや一族BAR出店企画                                                                                     | かみむら・もとき・ICHIZOTIC4（ポロミンかかず・トオルちゃん）                              | なし                                        | なし                                                             | なし                                                      |                                                                  |
| 178 | 10月5日  | マジックバーTRICK検証企画 マジシャンってマジック以外も器用なの？ 北海道みんなの笑顔プロジェクト ナイスボールでナイスな絆を繋ごう | ふれさわ・もとき・ICHIZOTIC4（ポロミンかかず・トオルちゃん）                              | なし                                        | なし                                                             | なし                                                      |                                                                  |
| 179 | 10月12日 | 北海道189市町村おいしいもの巡りの旅 しんや一族BAR出店企画                                                                        | かみむら・ふれさわ・もとき・ICHIZOTIC4（いさおくん）                                      | 赤井川村・京極町                            | ふれさわ（1,330円） かみむら（金額不明）                         | なし                                                      |                                                                  |
| 180 | 10月19日 | 北海道189市町村おいしいもの巡りの旅 しんや一族BAR出店企画                                                                        | かみむら・ふれさわ・もとき・ICHIZOTIC4（ちぃな・ポロミンかかず）                          | 赤井川村・京極町                            | もとき（5,700円） ふれさわ（1,200円）                            | なし                                                      |                                                                  |
| 181 | 10月26日 | e-Sports部おねだり企画 しんや一族BAR出店企画                                                                                     | かみむら・もとき・川井・ICHIZOTIC4（いさおくん）                                          | なし                                        | なし                                                             | なし                                                      |                                                                  |
| 182 | 11月2日  | 北海道189市町村おいしいもの巡りの旅                                                                                              | かみむら・もとき・ICHIZOTIC4（いさおくん・トオルちゃん）                                  | 美唄市                                      | お店のおごり（6,726円）                                          | いさおくん（1店舗目） もとき（2店舗目）                   |                                                                  |
| 183 | 11月9日  | 北海道189市町村おいしいもの巡りの旅                                                                                              | かみむら・もとき・ICHIZOTIC4（いさおくん・トオルちゃん）                                  | 美唄市                                      | もとき（1,750円） いさおくん（2,040円）                          | なし                                                      |                                                                  |
| 184 | 11月16日 | 秋のお得情報＆新店情報 | かみむら・ふれさわ・もとき・ICHIZOTIC4（ちぃな）                                          |                                             | お店のおごり（7,800円）                                          |                                                           |                                                                  |
| 185 | 11月23日 | e-Sports部おねだり企画 出張TRICK                                                                                                 | ふれさわ・もとき                                                                          | なし                                        | なし                                                             | なし                                                      |                                                                  |
| 186 | 11月30日 | キャンプに行ってみよう 最新型ドローンをご紹介                                                                                    | かみむら・ふれさわ・もとき                                                                | なし                                        | なし                                                             | なし                                                      |                                                                  |
| 187 | 12月7日  | 北海道189市町村おいしいもの巡りの旅 しんや一族BAR出店企画                                                                        | かみむら・ふれさわ・もとき                                                                | 千歳市                                      | ふれさわ（1,000円） かみむら（2,080円）                          | かみむら（1店舗目） ふれさわ（2店舗目） もとき（3店舗目） |                                                                  |
| 188 | 12月14日 | e-Sports部おねだり企画 | ふれさわ・もとき                                                                          | なし                                        | なし                                                             | なし                                                      |                                                                  |
| 189 | 12月21日 | 出張TRICK しんや一族BAR出店企画                                                                                                  | かみむら・ふれさわ・もとき                                                                | なし                                        | なし                                                             | なし                                                      |                                                                  |
| 190 | 12月28日 | 北海道189市町村おいしいもの巡りの旅 しんや一族BAR出店企画                                                                        | かみむら・ふれさわ・もとき                                                                | 札幌市厚別区                                | ふれさわ（2,816円） かみむら（1,050円） もとき（1,200円）        | もとき（1店舗目） ふれさわ（2・3店舗目）                  |                                                                  |

### 2021年
| 回  | 放送日   | 放送した企画 | 出演者                                                                                     | 北海道189市町村おいしいもの巡りの旅での内容 | 北海道189市町村おいしいもの巡りの旅での内容                      | 北海道189市町村おいしいもの巡りの旅での内容           | 備考                                                 |
| 回  | 放送日   | 放送した企画 | 出演者                                                                                     | 訪れた市町村                                | ドクロカード（支払い金額） （★はスーパードクロカードでの支払い） | ×カード                                               | 備考                                                 |
| --- | -------- | --- | ------------------------------------------------------------------------------------------ | ------------------------------------------- | ---------------------------------------------------------------- | ----------------------------------------------------- | ---------------------------------------------------- |
| 191 | 1月11日  | ICHIZOTIC4の地元で北海道179市町村おいしいもの巡りの旅 ポロミンかかず編 一族ドローンサッカーチーム                       | かみむら・ふれさわ・もとき・ICHIZOTIC4（ポロミンかかず・いさおくん・ちぃな）               | 札幌市北区篠路                              | かみむら（3,530円）                                              | ふれさわ（1・2店舗目）                                |                                                      |
| 192 | 1月18日  | ICHIZOTIC4の地元で北海道179市町村おいしいもの巡りの旅 ポロミンかかず編 一族ドローンサッカーチーム しんや一族BAR出店企画 | かみむら・ふれさわ・もとき・ICHIZOTIC4（ポロミンかかず・いさおくん・ちぃな）               | 札幌市北区篠路                              | ふれさわ（3,614円）                                              | もとき                                                |                                                      |
| 193 | 1月25日  | 北海道179市町村おいしいもの巡りの旅 特別編 一族ドローンサッカーチーム しんや一族BAR出店企画                             | かみむら・ふれさわ・もとき・ICHIZOTIC4（ポロミンかかず・いさおくん・ちぃな）               | 札幌市                                      | ふれさわ（4,101円） ポロミンかかず（金額不明）                   | もとき（2店舗とも）                                   |                                                      |
| 194 | 2月1日   | e-Sports部おねだりゲーム対決 出張TRICK 一族ドローンサッカーチーム しんや一族BAR出店企画                                 | かみむら・ふれさわ・もとき・ICHIZOTIC4（いさおくん・ちぃな・トオルちゃん・ポロミンかかず） | なし                                        | なし                                                             | なし                                                  |                                                      |
| 195 | 2月8日   | ICHIZOTIC4の地元で北海道179市町村おいしいもの巡りの旅 いさおくん編 一族ドローンサッカーチーム しんや一族BAR出店企画     | かみむら・ふれさわ・もとき・ICHIZOTIC4（いさおくん・トオルちゃん・ポロミンかかず）         | 札幌市南区澄川                              | いさおくん（2,860円） かみむら（5,404円）                        | もとき（1店舗目・3店舗目） ふれさわ（2店舗目）        |                                                      |
| 196 | 2月15日  | ICHIZOTIC4の地元で北海道179市町村おいしいもの巡りの旅 ちぃな編 一族ドローンサッカーチーム                               | かみむら・ふれさわ・もとき・ICHIZOTIC4（ちぃな・トオルちゃん・ポロミンかかず）             | 札幌市北区                                  | ふれさわ（1,610円） もとき（5,900円）                            | かみむら（1・3店舗目） ふれさわ（2店舗目）            |                                                      |
| 197 | 2月22日  | ICHIZOTIC4の地元で北海道179市町村おいしいもの巡りの旅 トオルちゃん編 一族ドローンサッカーチーム                         | かみむら・ふれさわ・もとき・ICHIZOTIC4（トオルちゃん・ポロミンかかず）                     | 南幌町                                      | ふれさわ（3,280円） かみむら（2,030円）                          | ふれさわ（2店舗目） もとき・トオルちゃん（3店舗目）   | この放送を最後にポロミンかかずが一族メンバーから脱退 |
| 198 | 3月1日   | e-Sports部おねだりゲーム対決 一族ドローンサッカーチーム しんや一族BAR出店企画                                           | かみむら・ふれさわ・もとき・川井・ICHIZOTIC4（全員）                                       |                                             | かみむら（1,500円）                                              |                                                       |                                                      |
| 199 | 3月8日   | 北海道179市町村おいしいもの巡りの旅 特別編 一族ドローンサッカーチーム                                                   | かみむら・ふれさわ・もとき・川井・ICHIZOTIC4（全員）                                       | 札幌市                                      | ふれさわ（2,050円） かみむら（2,300円） 川井（1,424円）          | 川井（1店舗目） ふれさわ（2店舗目） もとき（3店舗目） |                                                      |
| 200 | 3月15日  | 北海道179市町村おいしいもの巡りの旅 一族ドローンサッカーチーム                                                          | かみむら・ふれさわ・もとき・川井・ICHIZOTIC4（全員）                                       | 札幌市中央区                                | かみむら（1,310円） ふれさわ（3,767円）                          | もとき（1・3店舗目） かみむら（2店舗目）              |                                                      |
| 201 | 3月22日  | e-Sports部おねだりゲーム対決 出張TRICK 一族ドローンサッカーチーム                                                       | かみむら・ふれさわ・もとき・川井・ICHIZOTIC4（全員）                                       | なし                                        | なし                                                             | なし                                                  |                                                      |
| 202 | 3月29日  | 北海道179市町村おいしいもの巡りの旅 一族ドローンサッカーチーム                                                          | かみむら・ふれさわ・もとき・川井・ICHIZOTIC4（全員）                                       | 安平町                                      | ふれさわ（1,490円） いさおくん（2,200円）                        | なし                                                  |                                                      |
| 203 | 4月5日   | ススキノ企画 ススキノ応援企画 一族ドローンサッカーチーム                                                                | かみむら・ふれさわ・もとき・川井・ICHIZOTIC4（全員）                                       | なし                                        | なし                                                             | なし                                                  |                                                      |
| 204 | 4月12日  | ススキノ企画 ススキノ応援企画 一族ドローンサッカーチーム                                                                | かみむら・ふれさわ・もとき・川井・ICHIZOTIC4（全員）                                       | なし                                        | なし                                                             | なし                                                  |                                                      |
| 205 | 4月19日  | e-Sports部おねだりゲーム対決 出張TRICK 一族ドローンサッカーチーム                                                       | かみむら・ふれさわ・もとき・川井・ICHIZOTIC4（全員）                                       | なし                                        | なし                                                             | なし                                                  |                                                      |
| 206 | 4月26日  | おすすめ新店紹介 一族ドローンサッカーチーム                                                                             | かみむら・ふれさわ・もとき・川井・ICHIZOTIC4（全員）                                       | なし                                        | なし                                                             | なし                                                  |                                                      |
| 207 | 5月3日   | おすすめ新店紹介 一族ドローンサッカーチーム                                                                             | かみむら・ふれさわ・もとき・川井・ICHIZOTIC4（全員）                                       | なし                                        | なし                                                             | なし                                                  |                                                      |
| 208 | 5月10日  | お外でバーベキュー 一族ドローンサッカーチーム                                                                           | かみむら・ふれさわ・もとき・川井・ICHIZOTIC4（全員）                                       | なし                                        | なし                                                             | なし                                                  |                                                      |
| 209 | 5月17日  | 出張TRICK e-Sports部おねだりゲーム対決 一族ドローンサッカーチーム                                                       | かみむら・ふれさわ・もとき・川井・ICHIZOTIC4（全員）                                       | なし                                        | なし                                                             | なし                                                  |                                                      |
| 210 | 5月24日  | かみむら＆もとき散歩 一族ドローンサッカーチーム                                                                         | かみむら・ふれさわ・もとき・川井・ICHIZOTIC4（全員）                                       | なし                                        | なし                                                             | なし                                                  |                                                      |
| 211 | 5月31日  | ふれさわがおすすめする商品とは 一族ドローンサッカーチーム                                                               | かみむら・ふれさわ・もとき・川井・ICHIZOTIC4（全員）                                       | なし                                        | なし                                                             | なし                                                  |                                                      |
| 212 | 6月7日   | かみむらVSもとき料理対決                                                                                                | かみむら・ふれさわ・もとき                                                                 | なし                                        | なし                                                             | なし                                                  |                                                      |
| 213 | 6月21日  | マジックバーTRICK e-Sports部おねだりゲーム対決                                                                          | ふれさわ・もとき                                                                           | なし                                        | なし                                                             | なし                                                  |                                                      |
| 214 | 6月28日  | おっさん3人でカードゲーム対決                                                                                           | ふれさわ・もとき・川井                                                                     | なし                                        | なし                                                             | なし                                                  |                                                      |
| 215 | 7月5日   | 「あの格好」が似合う場所に行こう                                                                                        | もとき・川井                                                                               | なし                                        | なし                                                             | なし                                                  |                                                      |
| 216 | 7月12日  | 個性的な新店をご紹介 | ふれさわ・もとき                                                                           | なし                                        | なし                                                             | なし                                                  |                                                      |
| 217 | 7月19日  | 出張TRICK e-Sports部 | ふれさわ・もとき                                                                           | なし                                        | なし                                                             | なし                                                  |                                                      |
| 218 | 7月26日  | 札幌過激ツアー | ふれさわ・もとき・川井                                                                     | なし                                        | なし                                                             | なし                                                  |                                                      |
| 219 | 8月2日   | 札幌過激ツアー | ふれさわ・もとき・川井                                                                     | なし                                        | なし                                                             | なし                                                  |                                                      |
| 220 | 8月9日   | 八剣山果樹園でキャンプ 一族ドローンサッカーチーム                                                                       | かみむら・ふれさわ・もとき・ICHIZOTIC4（全員）                                             | なし                                        | なし                                                             | なし                                                  |                                                      |
| 221 | 8月16日  | 八剣山果樹園でキャンプ 一族ドローンサッカーチーム                                                                       | かみむら・ふれさわ・もとき・ICHIZOTIC4（全員）                                             | なし                                        | なし                                                             | なし                                                  |                                                      |
| 222 | 8月23日  | 気になるお店をご紹介 一族ドローンサッカーチーム                                                                         | かみむら・ふれさわ・もとき・ICHIZOTIC4（全員）                                             | なし                                        | なし                                                             | なし                                                  |                                                      |
| 223 | 8月30日  | しんや一族ゲームバージョンアップ大作戦 一族ドローンサッカーチーム                                                       | かみむら・ふれさわ・もとき・ICHIZOTIC4（全員）                                             | なし                                        | なし                                                             | なし                                                  |                                                      |
| 224 | 9月6日   | 疲れているふれさわを癒そう 一族ドローンサッカーチーム                                                                   | かみむら・ふれさわ・もとき・ICHIZOTIC4（全員）                                             | なし                                        | なし                                                             | なし                                                  |                                                      |
| 225 | 9月13日  | 疲れているかみむらを癒そう 一族ドローンサッカーチーム                                                                   | かみむら・もとき・トオルちゃん・いさおくん・ちぃな                                         | なし                                        | なし                                                             | なし                                                  | この放送以降ICHIZOTIC4の肩書が消える。               |
| 226 | 9月20日  | 新店紹介 一族ドローンサッカーチーム 出張TRICK                                                                           | かみむら・ふれさわ・もとき・トオルちゃん・いさおくん・ちぃな                               | なし                                        | なし                                                             | なし                                                  |                                                      |
| 227 | 9月27日  | e-Sports部 メタサイトから新提案 しんや一族ゲームバージョンアップ大作戦 一族ドローンサッカーチーム                       | かみむら・ふれさわ・もとき・川井・トオルちゃん・いさおくん・ちぃな                         | なし                                        | なし                                                             | なし                                                  |                                                      |
| 228 | 10月4日  | 朝からおいしいものを食べようツアー 一族ドローンサッカーチーム                                                           | かみむら・ふれさわ・もとき・トオルちゃん・いさおくん・ちぃな                               | なし                                        | なし                                                             | なし                                                  |                                                      |
| 229 | 10月11日 | e-Sports部おねだりゲーム対決 しんや一族×銀波露手稲店 コラボラーメン 一族ドローンサッカーチーム                          | かみむら・ふれさわ・もとき・トオルちゃん・いさおくん・ちぃな                               | なし                                        | なし                                                             | なし                                                  |                                                      |
| 230 | 10月18日 | こだわりの専門店巡り 一族ドローンサッカーチーム                                                                         | かみむら・ふれさわ・もとき・トオルちゃん・いさおくん・ちぃな                               | なし                                        | なし                                                             | なし                                                  |                                                      |
| 231 | 10月25日 | 秋のお得情報 一族ドローンサッカーチーム                                                                                 | かみむら・ふれさわ・もとき・川井・トオルちゃん・いさおくん・ちぃな                         |                                             | 半額                                                             |                                                       |                                                      |
| 232 | 11月1日  | 出張TRICK e-Sports部 もときの3DCG制作 一族ドローンサッカーチーム                                                        | かみむら・ふれさわ・もとき・川井・トオルちゃん・いさおくん・ちぃな                         | なし                                        | なし                                                             | なし                                                  |                                                      |
| 233 | 11月8日  | しんやさんの今めちゃめちゃ気になっているお店 一族ドローンサッカーチーム                                                 | かみむら・ふれさわ・もとき・川井・トオルちゃん・いさおくん・ちぃな                         | なし                                        | なし                                                             | なし                                                  |                                                      |
| 234 | 11月15日 | ちょっと変わったお鍋特集                                                                                                | ふれさわ・もとき                                                                           | なし                                        | なし                                                             | なし                                                  |                                                      |
| 235 | 11月22日 | 進化系ラーメン特集 | ふれさわ・もとき                                                                           | なし                                        | なし                                                             | なし                                                  |                                                      |
| 236 | 11月29日 | e-Sports部 出張TRICK | かみむら・ふれさわ・もとき                                                                 | なし                                        | なし                                                             | なし                                                  |                                                      |
| 237 | 12月6日  | 北海道179市町村おいしいもの巡りの旅                                                                                     | ふれさわ・もとき                                                                           | 森町                                        | もとき（2,080円） ふれさわ（2,340円）                            | なし                                                  |                                                      |
| 238 | 12月13日 | 北海道179市町村おいしいもの巡りの旅                                                                                     | ふれさわ・もとき                                                                           | 森町                                        | もとき（1,450円） ふれさわ（1,600円）                            | なし                                                  |                                                      |
| 239 | 12月20日 | しんや一族ゲームついに発売 視聴者プレゼントをかけてゲーム対決                                                           | かみむら・ふれさわ・もとき・川井・トオルちゃん・いさおくん・ちぃな                         | なし                                        | なし                                                             | なし                                                  |                                                      |
| 240 | 12月27日 | 愛情たっぷりのお店 マジックバーTRICK                                                                                    | かみむら・ふれさわ・もとき                                                                 |                                             | お店のおごり（3,000円）                                          |                                                       |                                                      |

### 2022年
| 回  | 放送日   | 放送した企画                                                                           | 出演者                                                             | 北海道189市町村おいしいもの巡りの旅での内容 | 北海道189市町村おいしいもの巡りの旅での内容                           | 北海道189市町村おいしいもの巡りの旅での内容 | 備考                                                                           |
| 回  | 放送日   | 放送した企画                                                                           | 出演者                                                             | 訪れた市町村                                | ドクロカード（支払い金額） （★はスーパードクロカードでの支払い）      | ×カード                                     | 備考                                                                           |
| --- | -------- | -------------------------------------------------------------------------------------- | ------------------------------------------------------------------ | ------------------------------------------- | --------------------------------------------------------------------- | ------------------------------------------- | ------------------------------------------------------------------------------ |
| 241 | 1月10日  | 2022年おすすめ店特集                                                                   | かみむら・ふれさわ・もとき                                         | なし                                        | なし                                                                  | なし                                        |                                                                                |
| 242 | 1月17日  | 2022年おすすめ店特集                                                                   | かみむら・ふれさわ・もとき                                         | なし                                        | なし                                                                  | なし                                        | 番組の最後でSHARE LOCK HOMESが登場し、エンディングテーマを務めることになった。 |
| 243 | 1月24日  | ゲームで負けたら自腹おごり                                                             | ふれさわ・もとき・いさおくん                                       | なし                                        | なし                                                                  | なし                                        |                                                                                |
| 244 | 1月31日  | どっちのラーメンも食べたい マジックバーTRICK この春上京するアナタに 東京の情報をお届け | かみむら・ふれさわ                                                 | なし                                        | なし                                                                  | なし                                        |                                                                                |
| 245 | 2月7日   | トオルちゃんとちぃなのお悩みを解決 この春上京するアナタに 東京の情報をお届け           | かみむら・ふれさわ・もとき・トオルちゃん・ちぃな                   | なし                                        | なし                                                                  | なし                                        |                                                                                |
| 246 | 2月14日  | もときの3DCG制作 東京おすすめスポット情報                                              | かみむら・ふれさわ・もとき                                         | なし                                        | なし                                                                  | なし                                        |                                                                                |
| 247 | 2月21日  | 激安ランチ特集 東京おすすめスポット情報                                                | かみむら・ふれさわ・もとき                                         | なし                                        | なし                                                                  | なし                                        |                                                                                |
| 248 | 2月28日  | 札幌専門店特集                                                                         | ふれさわ・もとき                                                   | なし                                        | なし                                                                  | なし                                        |                                                                                |
| 249 | 3月7日   | 北海道179市町村おいしいもの巡りの旅                                                    | かみむら・ふれさわ・もとき                                         | 札幌市東区                                  | ふれさわ（2,380円） もとき（1,730円）                                 | なし                                        |                                                                                |
| 250 | 3月14日  | 北海道179市町村おいしいもの巡りの旅                                                    | かみむら・ふれさわ・もとき                                         | 札幌市東区                                  | かみむら（2,130円） ふれさわ（1,910円）                               | ふれさわ（1店舗目）                         |                                                                                |
| 251 | 3月21日  | 豪華料理をかけてゲーム対決                                                             | ふれさわ・もとき・川井                                             | なし                                        | なし                                                                  | なし                                        |                                                                                |
| 252 | 3月28日  | もときの3DCG制作 出張TRICK                                                             | ふれさわ・もとき                                                   | なし                                        | なし                                                                  | なし                                        |                                                                                |
| 253 | 4月4日   | 北海道179市町村おいしいもの巡りの旅                                                    | かみむら・ふれさわ・もとき                                         | 寿都町                                      | ふれさわ（2,850円） かみむら（4,600円）                               | ふれさわ（2店舗目）                         | この放送回をもってSHARE LOCK HOMESのエンディングテーマが終了。                 |
| 254 | 4月11日  | 北海道179市町村おいしいもの巡りの旅                                                    | かみむら・ふれさわ・もとき                                         | 寿都町                                      | かみむら（2,130円） ふれさわ（3,270円）                               | なし                                        |                                                                                |
| 255 | 4月18日  | 鶏と豚ラーメン巡り キングなソフトさん新企画                                            | かみむら・ふれさわ・もとき                                         | なし                                        | なし                                                                  | なし                                        |                                                                                |
| 256 | 4月25日  | もときの3DCG制作特別編 出張TRICK                                                       | ふれさわ・もとき                                                   | なし                                        | なし                                                                  | なし                                        |                                                                                |
| 257 | 5月2日   | かみむらしんや大追跡                                                                   | かみむら・ふれさわ・もとき                                         | なし                                        | なし                                                                  | なし                                        |                                                                                |
| 258 | 5月8日   | 北海道179市町村おいしいもの巡りの旅                                                    | ふれさわ・もとき・いさおくん                                       | 日高町                                      | いさおくん★（2,600円） もとき★（1,350円）                             | ふれさわ（2店舗目）                         |                                                                                |
| 259 | 5月16日  | 北海道179市町村おいしいもの巡りの旅                                                    | ふれさわ・もとき・いさおくん                                       | 日高町                                      | ふれさわ★（3,200円） 日高町役場職員★（1,600円）                       | ふれさわ（2店舗目）                         |                                                                                |
| 260 | 5月23日  | 店名がちょっと変わっているお店                                                         | ふれさわ・もとき                                                   | なし                                        | なし                                                                  | なし                                        |                                                                                |
| 261 | 5月30日  | もときの3DCG制作 マジックシアターTRICK                                                 | ふれさわ・もとき                                                   | なし                                        | なし                                                                  | なし                                        |                                                                                |
| 262 | 6月6日   | 楽しい函館の旅                                                                         | かみむら・ふれさわ                                                 | なし                                        | なし                                                                  | なし                                        |                                                                                |
| 263 | 6月13日  | 楽しい函館の旅                                                                         | かみむら・ふれさわ                                                 | なし                                        | なし                                                                  | なし                                        |                                                                                |
| 264 | 6月20日  | mo:tatterarehen夏の新メニュープレゼン大会                                              | かみむら・ふれさわ・もとき・川井・トオルちゃん・いさおくん・ちぃな |                                             | もとき（10,000円）                                                    |                                             |                                                                                |
| 265 | 6月27日  | マジックシアターTRICK もときの3DCG制作                                                 | ふれさわ・もとき                                                   | なし                                        | なし                                                                  | なし                                        |                                                                                |
| 266 | 7月4日   | 北海道179市町村おいしいもの巡りの旅                                                    | ふれさわ・もとき                                                   | 余市町 古平町 仁木町                        | もとき（4,558円）                                                     | なし                                        |                                                                                |
| 267 | 7月11日  | 北海道179市町村おいしいもの巡りの旅                                                    | ふれさわ・もとき                                                   | 余市町 古平町 仁木町                        | もとき（2,500円） ふれさわ（3,550円）                                 | なし                                        |                                                                                |
| 268 | 7月18日  | 札幌気になるお店巡り                                                                   | ふれさわ・もとき                                                   | なし                                        | なし                                                                  | なし                                        |                                                                                |
| 269 | 7月25日  | LC五稜郭ホテルの全貌が明らかに                                                         | かみむら・ふれさわ                                                 | なし                                        | なし                                                                  | なし                                        |                                                                                |
| 270 | 8月1日   | マジックシアターTRICK もときの3DCG制作                                                 | ふれさわ・もとき                                                   | なし                                        | なし                                                                  | なし                                        |                                                                                |
| 271 | 8月8日   | 北海道179市町村おいしいもの巡りの旅                                                    | もとき・川井・トオルちゃん                                         | 砂川市                                      | トオルちゃん★（4,840円） ナビゲーター★（1,670円）                     | なし                                        |                                                                                |
| 272 | 8月16日  | 北海道179市町村おいしいもの巡りの旅                                                    | もとき・川井・トオルちゃん                                         | 滝川市                                      | もとき★（3,280円） 川井★（5,648円）                                   | トオルちゃん（1店舗目）                     |                                                                                |
| 273 | 8月24日  | しんや一族ゲームでデリバリーを頼もう                                                   | かみむら・ふれさわ・もとき                                         | なし                                        | なし                                                                  | なし                                        |                                                                                |
| 274 | 8月29日  | e-Sports部おねだりゲーム対決 出張TRICK                                                 | ふれさわ・もとき                                                   | なし                                        | なし                                                                  | なし                                        |                                                                                |
| 275 | 9月5日   | 北海道179市町村おいしいもの巡りの旅                                                    | かみむら・ふれさわ・もとき                                         | 芦別市 赤平市                               | かみむら（4,940円）                                                   | なし                                        |                                                                                |
| 276 | 9月12日  | 北海道179市町村おいしいもの巡りの旅                                                    | かみむら・ふれさわ・もとき                                         | 芦別市 赤平市                               | ナビゲーター（芦別市）（1,900円） ナビゲーター（赤平市）（6,050円）   | なし                                        |                                                                                |
| 277 | 9月19日  | 北海道179市町村おいしいもの巡りの旅                                                    | かみむら・ふれさわ・もとき                                         | 芦別市 赤平市                               | ナビゲーター（赤平市）（5,518円） かみむら（13,000円）                | なし                                        |                                                                                |
| 278 | 9月26日  | もときの3DCG制作 出張TRICK                                                             | ふれさわ・もとき                                                   | なし                                        | なし                                                                  | なし                                        |                                                                                |
| 279 | 10月3日  | 北海道179市町村おいしいもの巡りの旅                                                    | もとき・川井                                                       | 新得町                                      | 川井（5,050円）                                                       | なし                                        |                                                                                |
| 280 | 10月10日 | 北海道179市町村おいしいもの巡りの旅                                                    | もとき・川井・いさおくん                                           | 清水町                                      | いさおくん★（2,680円） 川井★（2,520円）                               | なし                                        |                                                                                |
| 281 | 10月17日 | 北海道179市町村おいしいもの巡りの旅                                                    | もとき・川井                                                       | 占冠村                                      | もとき（1,670円） 川井（2,310円）                                     | なし                                        |                                                                                |
| 282 | 10月24日 | ミートボーイ もときの3DCG制作 出張TRICK                                                | ふれさわ・もとき                                                   | なし                                        | なし                                                                  | なし                                        |                                                                                |
| 283 | 10月31日 | スマイルブームとしんや一族ゲームで対決                                                 | ふれさわ・もとき・トオルちゃん                                     | なし                                        | なし                                                                  | なし                                        |                                                                                |
| 284 | 11月7日  | 北海道179市町村おいしいもの巡りの旅                                                    | ふれさわ・もとき                                                   | 岩内町                                      | ふれさわ（4,330円） もとき（960円）                                   | なし                                        |                                                                                |
| 285 | 11月14日 | 北海道179市町村おいしいもの巡りの旅                                                    | ふれさわ・もとき・いさおくん                                       | 俱知安町                                    | ふれさわ（2,410円） もとき3,500円）                                   | なし                                        |                                                                                |
| 286 | 11月21日 | 秋の新店紹介                                                                           | ふれさわ・もとき                                                   | なし                                        | なし                                                                  | なし                                        |                                                                                |
| 287 | 11月28日 | ちょっと気になるお店 もときの3DCG制作                                                  | ふれさわ・もとき                                                   | なし                                        | なし                                                                  | なし                                        |                                                                                |
| 288 | 12月5日  | 北海道179市町村おいしいもの巡りの旅                                                    | ふれさわ・もとき                                                   | 奈井江町                                    | ふれさわ（1,200円） もとき（1,830円）                                 | なし                                        |                                                                                |
| 289 | 12月12日 | 北海道179市町村おいしいもの巡りの旅                                                    | ふれさわ・もとき                                                   | 上砂川町                                    | ふれさわ（3,260円） 店主のご厚意（2,800円）                           | なし                                        |                                                                                |
| 290 | 12月19日 | 北海道179市町村おいしいもの巡りの旅 しんや一族ゲーム新モード開発                       | ふれさわ・もとき                                                   | 歌志内市                                    | お店のおごり（1,500円） もとき（1,900円）                             | なし                                        |                                                                                |
| 290 | 12月26日 | 定山渓ビューホテルで癒されよう もときの3DCG制作                                        | かみむら・ふれさわ・もとき                                         |                                             | もとき（温泉なし） ふれさわ（1,710円） かみむら（夕食なし＋41,900円） |                                             |                                                                                |

### 2023年
| 回  | 放送日   | 放送した企画                                                        | 出演者                                             | 北海道189市町村おいしいもの巡りの旅での内容 | 北海道189市町村おいしいもの巡りの旅での内容                          | 北海道189市町村おいしいもの巡りの旅での内容 | 備考                                                |
| 回  | 放送日   | 放送した企画                                                        | 出演者                                             | 訪れた市町村                                | ドクロカード（支払い金額） （★はスーパードクロカードでの支払い）     | ×カード                                     | 備考                                                |
| --- | -------- | ------------------------------------------------------------------- | -------------------------------------------------- | ------------------------------------------- | -------------------------------------------------------------------- | ------------------------------------------- | --------------------------------------------------- |
| 291 | 1月9日   | 2023年ちょっと気になるお店                                          | かみむら・ふれさわ・もとき                         | なし                                        | なし                                                                 | なし                                        |                                                     |
| 292 | 1月16日  | 2023年ちょっと気になるお店                                          | かみむら・ふれさわ・もとき                         | なし                                        | なし                                                                 | なし                                        |                                                     |
| 293 | 1月23日  | mo:tatterarehen大プレゼン大会                                       | ふれさわ・もとき・トオルちゃん・いさおくん・ちぃな | なし                                        | なし                                                                 | なし                                        |                                                     |
| 294 | 1月30日  | 川井J竜輔のちょっと気になるお店 もときの3DCG制作                    | ふれさわ・もとき・川井                             | なし                                        | なし                                                                 | なし                                        |                                                     |
| 295 | 2月6日   | 北海道179市町村おいしいもの巡りの旅                                 | ふれさわ・もとき                                   | むかわ町                                    | ふれさわ（2,584円） もとき（1,750円）                                | なし                                        |                                                     |
| 296 | 2月13日  | 北海道179市町村おいしいもの巡りの旅                                 | ふれさわ・もとき                                   | 厚真町                                      | もとき（2,000円） ふれさわ（1,800円）                                | なし                                        |                                                     |
| 297 | 2月20日  | ラーメン特集 もときの3DCG制作                                       | ふれさわ・もとき                                   | なし                                        | なし                                                                 | なし                                        |                                                     |
| 298 | 2月27日  | 北海道179市町村おいしいもの巡りの旅                                 | ふれさわ・もとき                                   | 共和町                                      | もとき（4,400円）                                                    | なし                                        |                                                     |
| 299 | 3月6日   | 北海道179市町村おいしいもの巡りの旅                                 | ふれさわ・もとき・いさおくん                       | 蘭越町                                      | もとき（2,100円） いさおくん★（2,700円）                             | なし                                        |                                                     |
| 300 | 3月13日  | 食べたいものを食べに行こう                                          | ふれさわ・もとき                                   | なし                                        | なし                                                                 | なし                                        |                                                     |
| 301 | 3月20日  | 新店特集2023春 もときの3DCG制作                                     | ふれさわ・もとき                                   | なし                                        | なし                                                                 | なし                                        |                                                     |
| 302 | 3月27日  | 気になるお店大特集                                                  | ふれさわ・もとき                                   | なし                                        | なし                                                                 | なし                                        |                                                     |
| 303 | 4月3日   | 朝からおいしいものを食べようツアー                                  | ふれさわ・もとき                                   | なし                                        | なし                                                                 | なし                                        |                                                     |
| 304 | 4月10日  | 将来のこと考えていますか                                            | かみむら・ふれさわ・もとき                         | なし                                        | なし                                                                 | なし                                        |                                                     |
| 305 | 4月17日  | 北海道179市町村おいしいもの巡りの旅                                 | ふれさわ・もとき・いさおくん                       | 浦臼町                                      | もとき★（4,200円）                                                   | なし                                        |                                                     |
| 306 | 4月24日  | 北海道179市町村おいしいもの巡りの旅                                 | ふれさわ・もとき                                   | 新十津川町                                  | もとき（2,950円）                                                    | なし                                        |                                                     |
| 307 | 5月1日   | いさおくんのちょっと気になるお店                                    | ふれさわ・もとき・いさおくん                       | なし                                        | なし                                                                 | なし                                        |                                                     |
| 308 | 5月8日   | ちぃなのちょっと気になるお店 もときの3DCG制作                       | ふれさわ・もとき・ちぃな                           | なし                                        | なし                                                                 | なし                                        |                                                     |
| 309 | 5月15日  | トオルちゃんのちょっと気になるお店                                  | ふれさわ・もとき・トオルちゃん                     | なし                                        | なし                                                                 | なし                                        |                                                     |
| 310 | 5月22日  | ふれさわの地元 麻生特集                                             | ふれさわ・もとき                                   | なし                                        | なし                                                                 | なし                                        |                                                     |
| 311 | 5月29日  | 千歳・札幌不動産情報                                                | かみむら・ふれさわ・もとき                         | なし                                        | なし                                                                 | なし                                        |                                                     |
| 312 | 6月5日   | 北海道179市町村おいしいもの巡りの旅                                 | ふれさわ・もとき・いさおくん                       | 平取町                                      | いさおくん★（2,830円） もとき（2,210円）                             | なし                                        |                                                     |
| 313 | 6月12日  | 北海道179市町村おいしいもの巡りの旅                                 | ふれさわ・もとき・トオルちゃん                     | 新冠町                                      | ふれさわ★（1,910円） もとき★（1,800円）                              | なし                                        |                                                     |
| 314 | 6月19日  | e-Sports部おねだりゲーム対決                                        | ふれさわ・もとき                                   | なし                                        | なし                                                                 | なし                                        |                                                     |
| 315 | 6月26日  | 千歳・札幌不動産情報                                                | かみむら・ふれさわ・もとき                         | なし                                        | なし                                                                 | なし                                        |                                                     |
| 316 | 7月3日   | 北海道179市町村おいしいもの巡りの旅                                 | ふれさわ・もとき・川井                             | 幌加内町                                    | もとき（2,400円） ふれさわ★（2,720円）                               | なし                                        |                                                     |
| 317 | 7月10日  | 北海道179市町村おいしいもの巡りの旅                                 | ふれさわ・もとき・川井                             | 和寒町                                      | もとき（2,100円） ふれさわ（2,145円）                                | ふれさわ（1店舗目）                         |                                                     |
| 318 | 7月17日  | METASIGHTが手掛ける新コンテンツ 絶品スパイスカレーをご紹介          | かみむら・ふれさわ・もとき                         |                                             | ふれさわ（5,760円）                                                  |                                             |                                                     |
| 319 | 7月24日  | 視聴者プレゼントをかけて負けトーナメント                            | ふれさわ・もとき・トオルちゃん・いさおくん・ちぃな | なし                                        | なし                                                                 | なし                                        | この放送で11月いっぱいでmo:tatterarehenの閉店を発表 |
| 320 | 7月31日  | 旭川不動産情報                                                      | かみむら・ふれさわ・もとき                         | なし                                        | なし                                                                 | なし                                        |                                                     |
| 321 | 8月7日   | 夏の新店舗紹介                                                      | ふれさわ・もとき                                   | なし                                        | なし                                                                 | なし                                        |                                                     |
| 322 | 8月14日  | 北海道179市町村おいしいもの巡りの旅                                 | かみむら・ふれさわ・もとき                         | 赤井川村                                    | もとき（3,930円） かみむら（2,750円）                                | なし                                        |                                                     |
| 323 | 8月21日  | 北海道179市町村おいしいもの巡りの旅 METASIGHTが手掛ける新コンテンツ | かみむら・ふれさわ・もとき                         | 赤井川村                                    | もとき（3,380円） かみむら（2,750円）                                | なし                                        |                                                     |
| 324 | 8月28日  | 北見不動産情報                                                      | かみむら・ふれさわ・もとき                         | なし                                        | なし                                                                 | なし                                        |                                                     |
| 325 | 9月4日   | 北海道179市町村おいしいもの巡りの旅                                 | かみむら・ふれさわ・もとき                         | 南幌町                                      | ふれさわ（2,650円）                                                  | なし                                        |                                                     |
| 326 | 9月11日  | 北海道179市町村おいしいもの巡りの旅                                 | かみむら・ふれさわ・もとき                         | 南幌町                                      | かみむら★（1,960円） 南幌町役場職員★（1,800円） ふれさわ★（2,600円） | かみむら（2店舗目） もとき（3店舗目）       |                                                     |
| 327 | 9月18日  | 吉川工事中おススメ 楽しいお店・おいしいお店                         | ふれさわ・もとき                                   | なし                                        | なし                                                                 | なし                                        | ゲスト：吉川工事中                                  |
| 328 | 9月25日  | 釧路不動産情報                                                      | かみむら・ふれさわ・もとき                         | なし                                        | なし                                                                 | なし                                        |                                                     |
| 329 | 10月2日  | 秋の新店舗紹介                                                      | もとき・川井・いさおくん                           | なし                                        | なし                                                                 | なし                                        |                                                     |
| 330 | 10月9日  | 秋の新店舗紹介                                                      | もとき・川井・ちぃな                               | なし                                        | なし                                                                 | なし                                        |                                                     |
| 331 | 10月16日 | 北海道179市町村おいしいもの巡りの旅                                 | ふれさわ・もとき                                   | 登別市                                      | お店のおごり（3,010円） もとき（2,900円）                            | なし                                        |                                                     |
| 332 | 10月23日 | 北海道179市町村おいしいもの巡りの旅                                 | ふれさわ・もとき・いさおくん                       | 登別市                                      | ふれさわ★（4,490円） もとき★（1,805円）                              | なし                                        |                                                     |
| 333 | 10月30日 | 函館不動産情報                                                      | かみむら・ふれさわ・もとき                         | なし                                        | なし                                                                 | なし                                        |                                                     |
| 334 | 11月6日  | 北海道179市町村おいしいもの巡りの旅                                 | ふれさわ・もとき・ちぃな                           | 雨竜町                                      | もとき（2,805円） ちぃな（1,230円）                                  | ちぃな（1店舗目）                           |                                                     |
| 335 | 11月13日 | 北海道179市町村おいしいもの巡りの旅                                 | ふれさわ・もとき・ちぃな・いさおくん               | 北竜町                                      | いさおくん★（1,800円） ふれさわ★（2,700円）                          | ふれさわ（1店舗目）                         |                                                     |
| 336 | 11月20日 | 北海道179市町村おいしいもの巡りの旅                                 | ふれさわ・もとき・ちぃな                           | 妹背牛町                                    | もとき（1,800円） ふれさわ（2,310円）                                | ちぃな（1店舗目）                           |                                                     |
| 337 | 11月27日 | 帯広不動産情報                                                      | かみむら・ふれさわ・もとき                         | なし                                        | なし                                                                 | なし                                        |                                                     |
| 338 | 12月4日  | 札幌新店舗紹介麺縛り                                                | ふれさわ・もとき                                   | なし                                        | なし                                                                 | なし                                        |                                                     |
| 339 | 12月11日 | 冬のあったかグルメツアー                                            | ふれさわ・もとき・ちぃな・トオルちゃん             | なし                                        | なし                                                                 | なし                                        |                                                     |
| 340 | 12月18日 | 冬のあったかグルメツアー                                            | ふれさわ・もとき・川井・ちぃな・いさおくん         | なし                                        | なし                                                                 | なし                                        |                                                     |
| 341 | 12月25日 | 札幌・江別・登別不動産情報                                          | かみむら・ふれさわ・もとき                         | なし                                        | なし                                                                 | なし                                        |                                                     |

### 2024年
| 回  | 放送日   | 放送した企画                                                 | 出演者                                                                     | 北海道189市町村おいしいもの巡りの旅での内容 | 北海道189市町村おいしいもの巡りの旅での内容                      | 北海道189市町村おいしいもの巡りの旅での内容 | 備考                                          |
| 回  | 放送日   | 放送した企画                                                 | 出演者                                                                     | 訪れた市町村                                | ドクロカード（支払い金額） （★はスーパードクロカードでの支払い） | ×カード                                     | 備考                                          |
| --- | -------- | ------------------------------------------------------------ | -------------------------------------------------------------------------- | ------------------------------------------- | ---------------------------------------------------------------- | ------------------------------------------- | --------------------------------------------- |
| 342 | 1月8日   | お正月料理は飽きたでしょ                                     | かみむら・ふれさわ・もとき                                                 |                                             |                                                                  | ふれさわ（2店舗目）                         |                                               |
| 343 | 1月15日  | お正月料理は飽きたでしょ                                     | ふれさわ・もとき・いさおくん                                               |                                             |                                                                  | いさおくん（1店舗目）                       |                                               |
| 344 | 1月29日  | ちょっと気になるお店                                         | ふれさわ・もとき・いさおくん                                               | なし                                        | なし                                                             | なし                                        |                                               |
| 345 | 2月5日   | おっさんはやっぱり定食だろう                                 | ふれさわ・もとき・いさおくん                                               | なし                                        | なし                                                             | なし                                        |                                               |
| 346 | 2月12日  | 株式会社生活プロデュースをご紹介                             | かみむら・ふれさわ・もとき                                                 | なし                                        | なし                                                             | なし                                        |                                               |
| 347 | 2月19日  | 新店特集                                                     | ふれさわ・もとき                                                           | なし                                        | なし                                                             | なし                                        |                                               |
| 348 | 2月26日  | 和食・洋食・中華のお店をご紹介                               | かみむら・ふれさわ・もとき                                                 | なし                                        | なし                                                             | なし                                        |                                               |
| 349 | 3月4日   | 一族春のパンまつり                                           | ふれさわ・もとき                                                           | なし                                        | なし                                                             | なし                                        |                                               |
| 350 | 3月11日  | 札幌スイーツツアー                                           | ふれさわ・もとき                                                           | なし                                        | なし                                                             | なし                                        |                                               |
| 351 | 3月18日  | 琴似エリアをぶらりと巡ります                                 | ふれさわ・もとき・いさおくん                                               | なし                                        | なし                                                             | なし                                        |                                               |
| 352 | 3月25日  | オトナの男3人おしゃれに過ごします                            | かみむら・ふれさわ・いさおくん                                             | なし                                        | なし                                                             | なし                                        |                                               |
| 353 | 4月1日   | ちょっと気になるお店特集                                     | かみむら・ふれさわ・もとき                                                 | なし                                        | なし                                                             | なし                                        |                                               |
| 354 | 4月8日   | ちょっと気になるお店特集                                     | かみむら・ふれさわ・もとき                                                 | なし                                        | なし                                                             | なし                                        |                                               |
| 355 | 4月15日  | みんな大好きカレー特集                                       | ふれさわ・もとき・ちぃな                                                   | なし                                        | なし                                                             | なし                                        |                                               |
| 356 | 4月22日  | しんや一族 アイドル部                                        | かみむら・ふれさわ・いさおくん・2ねん8くみ札幌校・理想の少女               | なし                                        | なし                                                             | なし                                        |                                               |
| 357 | 4月29日  | しんや一族 すすきの応援部                                    | かみむら・ふれさわ・もとき                                                 | なし                                        | なし                                                             | なし                                        |                                               |
| 358 | 5月6日   | しんや一族春の食べ歩き                                       | ふれさわ・もとき                                                           | なし                                        | なし                                                             | なし                                        |                                               |
| 359 | 5月13日  | しんや一族春の食べ歩き                                       | もとき・いさおくん                                                         | なし                                        | なし                                                             | なし                                        |                                               |
| 360 | 5月20日  | しんや一族 アイドル部                                        | かみむら・ふれさわ・いさおくん・2ねん8くみ・理想の少女                     | なし                                        | なし                                                             | なし                                        |                                               |
| 361 | 5月27日  | しんや一族 すすきの応援部                                    | かみむら・ふれさわ・もとき                                                 | なし                                        | なし                                                             | なし                                        |                                               |
| 362 | 6月3日   | 新店舗紹介 街の魅力再発見 むかわ町                           | かみむら・ふれさわ・もとき                                                 | なし                                        | なし                                                             | なし                                        |                                               |
| 363 | 6月10日  | 新店舗紹介 街の魅力再発見 むかわ町                           | かみむら・ふれさわ・もとき                                                 | なし                                        | なし                                                             | なし                                        |                                               |
| 364 | 6月17日  | 新店舗紹介 街の魅力再発見 むかわ町                           | かみむら・ふれさわ・もとき                                                 | なし                                        | なし                                                             | なし                                        |                                               |
| 365 | 6月24日  | しんや一族 アイドル部                                        | かみむら・ふれさわ・いさおくん・トオルちゃん・2ねん8くみ札幌校・理想の少女 | なし                                        | なし                                                             | なし                                        | ゲスト：2ねん8くみ仙台校 ふぁんしーどりーみー |
| 366 | 7月1日   | しんや一族 すすきの応援部                                    | かみむら・ふれさわ                                                         | なし                                        | なし                                                             | なし                                        |                                               |
| 367 | 7月8日   | かみむらVSもときボウリング対決                               | かみむら・もとき・トオルちゃん                                             | なし                                        | なし                                                             | なし                                        |                                               |
| 368 | 7月15日  | 最近疲れ気味のかみむら・ふれさわのためにもときが一肌脱ぎます | かみむら・ふれさわ・もとき                                                 |                                             | ふれさわ（6,400円）                                              |                                             |                                               |
| 369 | 7月22日  | しんや一族 アイドル部                                        | かみむら・ふれさわ・いさおくん・トオルちゃん・2ねん8くみ札幌校・理想の少女 | なし                                        | なし                                                             | なし                                        |                                               |
| 370 | 7月29日  | しんや一族 すすきの応援部                                    | かみむら・ふれさわ                                                         | なし                                        | なし                                                             | なし                                        |                                               |
| 371 | 8月5日   | 新店舗紹介                                                   | ふれさわ・もとき                                                           | なし                                        | なし                                                             | なし                                        |                                               |
| 372 | 8月12日  | 出張おねだりゲーム対決                                       | ふれさわ・もとき                                                           | なし                                        | なし                                                             | なし                                        |                                               |
| 373 | 8月19日  | しんや一族 アイドル部                                        | かみむら・ふれさわ・いさおくん・2ねん8くみ札幌校・理想の少女               | なし                                        | なし                                                             | なし                                        |                                               |
| 374 | 8月26日  | しんや一族 すすきの応援部                                    | かみむら・ふれさわ                                                         | なし                                        | なし                                                             | なし                                        |                                               |
| 375 | 9月2日   | 気になるお店特集                                             | かみむら・ふれさわ・もとき・いさおくん・トオルちゃん・ちぃな               | なし                                        | なし                                                             | なし                                        | この放送でmo:tatterarehen 2ndの開店を発表     |
| 376 | 9月9日   | 手稲をぶらぶら                                               | ふれさわ・もとき                                                           | なし                                        | なし                                                             | なし                                        |                                               |
| 377 | 9月16日  | mo:tatterarehen 2nd オープン特集                             | かみむら・ふれさわ・もとき・いさおくん・ちぃな                             | なし                                        | なし                                                             | なし                                        |                                               |
| 378 | 9月23日  | しんや一族 アイドル部                                        | かみむら・ふれさわ・2ねん8くみ札幌校                                       | なし                                        | なし                                                             | なし                                        |                                               |
| 379 | 9月30日  | しんや一族 すすきの応援部                                    | かみむら・ふれさわ・もとき・いさおくん                                     | なし                                        | なし                                                             | なし                                        |                                               |
| 380 | 10月7日  | 新店舗紹介                                                   | ふれさわ・もとき                                                           | なし                                        | なし                                                             | なし                                        |                                               |
| 381 | 10月14日 | 気になるお店特集                                             | ふれさわ・もとき                                                           | なし                                        | なし                                                             | なし                                        |                                               |
| 382 | 10月21日 | しんや一族 アイドル部                                        | かみむら・ふれさわ・いさおくん・2ねん8くみ札幌校・理想の少女               | なし                                        | なし                                                             | なし                                        | ゲスト：PATI PATI CANDY                       |
| 383 | 10月28日 | しんや一族 すすきの応援部                                    | かみむら・ふれさわ                                                         | なし                                        | なし                                                             | なし                                        |                                               |
| 384 | 11月4日  | mo:tatterarehen 2ndの新メニューを考えよう                    | ふれさわ・もとき・いさおくん・トオルちゃん・ちぃな                         | なし                                        | なし                                                             | なし                                        |                                               |
| 385 | 11月11日 | 新店舗紹介                                                   | ふれさわ・もとき                                                           | なし                                        | なし                                                             | なし                                        |                                               |
| 386 | 11月18日 | しんや一族 アイドル部                                        | かみむら・ふれさわ・いさおくん・2ねん8くみ札幌校                           | なし                                        | なし                                                             | なし                                        |                                               |
| 387 | 11月25日 | しんや一族 すすきの応援部                                    | かみむら・ふれさわ                                                         | なし                                        | なし                                                             | なし                                        |                                               |
| 389 | 12月2日  | 生活プロデュースバーガーを作ろう                             | かみむら・ふれさわ・もとき                                                 | なし                                        | なし                                                             | なし                                        |                                               |
| 390 | 12月9日  | 生活プロデュースバーガーを作ろう                             | かみむら・ふれさわ・もとき                                                 | なし                                        | なし                                                             | なし                                        |                                               |
| 391 | 12月16日 | しんや一族 アイドル部                                        | かみむら・ふれさわ・いさおくん・トオルちゃん・2ねん8くみ札幌校             | なし                                        | なし                                                             | なし                                        |                                               |
| 392 | 12月23日 | しんや一族 すすきの応援部                                    | かみむら・ふれさわ                                                         | なし                                        | なし                                                             | なし                                        |                                               |

## スタッフ
- 制作 - 中村紀行、福田悠祐、大竹修平、いさおくん、鬼原弘行
- 協力 - 総合学園ヒューマンアカデミー札幌校、合同会社METASIGHT[1]、ARMYRICH[注 197]、LINK[注 198]
- 制作著作 - オフィスセブン[2]
- レギュラー提供
  - 表示テロップあり
  - 表示テロップ無し
    - 有限会社ケンシステム[3]
    - ガス安くん[4]
    - 株式会社Trust
    - 有限会社愛広建装[5]
    - すすきのFreeC[6]
    - 生活プロデュース[7]
    - ネッツトヨタ道都
    - トミーモータース[8][注 199]
    - 村田建設工業
    - ビッグエコー
    - ELEVEN XI[9]
    - 谷口板金工業所[10]
    - 個室焼肉むらさわ[11]
    - 濃厚胡麻 汁なし坦々麺 わい

- - 企画での提供
    - 株式会社ホームエージェント[12][注 200]

- - 過去の提供
    - プランニング・ホッコー[13]、三好淳也、土井昌（技術協力）
    - アスクゲートグループ[14][注 201]
      - 道央自動車[15]
      - 祐一郎商店
      - ワールドホール

    - パチンコ＆スロット がちゃぽん[16]
    - 紳士服の山下[17]
    - ワイワイホテル
    - パチンコひまわり[18]
    - iPhoneclear[19]
    - ワタナベ美容室[20][注 202]
    - タイヤまにあ
    - LCグループ[21][注 203]
    - King Soft[注 204]
    - マジックシアターTRICK[22]
    - 全国賃貸管理ビジネス協会　北海道支部[23][注 205]
    - 太陽光発電のアーク[24]
    - 第一興商
    - マセラティ札幌[25]

## 関連商品

### コンピューターゲーム
しんや一族 北海道おいしいもの争奪戦
「おいしいもの」の宝庫「北海道」を狙う宇宙人を、『しんや一族』のメンバー（かみむら・ふれさわ・もとき・川井の4名）となって、北海道179市町村を飛び回り撃退する、対戦アクションゲーム。
ゲームは、画面に現れるその町の名物料理やおいしい食材を集め、ゴールであるクマに渡すことで得点となる。「一族カード引き」も再現され、〇を引けば相手の得点の半分が自分に入り、ドクロを引けば自分の得点の半分が相手に入る。また、各町を巡ってミニゲームでパワーアップすることもできる。
プレイ中にゲットした名物料理や特産物は「図鑑」に登録され、バトルや、名物料理が登録されている町で「福引」をすることで情報を集め、北海道のおいしいもの図鑑を充実させることができる。番組と連動して名物料理や道の駅情報、番組のロケ情報などがアップデートされていく。